# Grandes découvertes
Pour le sommet en Guadeloupe, voir la Grande Découverte.
L'expression « les grandes découvertes » sert généralement à désigner les explorations maritimes entreprises par les puissances européennes aux XVe et XVIe siècles. Durant cette période, les monarchies et de riches compagnies commerciales financent de grandes expéditions dans le but d'explorer le monde, cartographier la planète et établir des contacts directs avec l'Afrique, l'Amérique, l'Asie et l'Océanie. L'expression « âge des découvertes » est également utilisée par les cartographes. Les principales puissances maritimes qui se lanceront dans l'exploration du monde seront le Portugal, l'Espagne, la France, la Grande-Bretagne et les Pays-Bas ainsi que de célèbres navigateurs italiens. 
Les Portugais vont explorer les côtes de l'Afrique sous l'impulsion du prince Henri dit « le Navigateur ». Dinis Dias découvre les îles du Cap-Vert en 1444. Le Sénégal est visité par Alvise Cadamosto en 1455 ; quant à la Gambie, elle est remontée par Diogo Gomes en 1456. Bartolomeu Dias atteint l'océan Indien en 1488 en contournant le cap de Bonne-Espérance : il identifie d’ailleurs le cap en « revenant sur ses pas », après avoir peu pénétré le nouvel océan.
En cherchant une nouvelle voie par l'ouest vers l'Asie, le navigateur italien (génois) Christophe Colomb — financé par la monarchie espagnole — quitte Séville avec trois caravelles, traverse l'océan Atlantique et atteint en 1492 des îles des Caraïbes, prémices d’un « Nouveau Monde » : l'Amérique, monde nommé ainsi vers 1507 par des imprimeurs vosgiens en l’honneur d’Amerigo Vespucci, parce que, le premier, il aurait pressenti qu’il s’agissait d’un nouveau continent, et pas uniquement d’un archipel d’îles.
Pour éviter un conflit entre l'Espagne et le Portugal, le traité de Tordesillas (1494) partage le monde selon un méridien, en deux zones d'exploration où chacun des protagonistes aura l'exclusivité des droits sur ces découvertes. Ainsi, le futur territoire du Brésil, à l’est du méridien, sera lusophone.
En 1498, une expédition portugaise menée par Vasco de Gama, à laquelle Bartolomeu Dias apporte son expérience, réalise finalement le rêve d'établir une liaison maritime avec l'Inde en naviguant autour de l'Afrique. Peu après, les Portugais atteignent les « îles aux épices » en 1512 et la Chine, un an plus tard.
Les explorations vers l'ouest et vers l'est se superposent lorsque l'Espagnol Juan Sebastián Elcano (second de Magellan, tué en cours de route dans le Pacifique) termine la première circumnavigation de la Terre en 1522. Dans le même temps, les conquistadors espagnols explorent l'intérieur des terres américaines et détruisent les empires amérindiens. À partir du XVIe siècle les Français, les Anglais et les Hollandais se lancent dans la course et contestent le monopole ibérique sur le commerce maritime. Ils participent à l'exploration des Amériques mais surtout à celle de l'Océanie. Parallèlement aux explorations maritimes, les Russes explorent et conquièrent la quasi-totalité de la Sibérie.
Au même titre que la Renaissance, l'« âge des découvertes » constitue un pont entre Moyen Âge et époque moderne. L'imprimerie (qui vient d'apparaître) contribue à répandre les récits d'exploration et les cartes de terres lointaines, favorisant ainsi le développement de l'humanisme et du questionnement scientifique et intellectuel. L'expansion européenne mène à la constitution d'empires coloniaux : les contacts entre Ancien et Nouveau Mondes produisent l'échange colombien qui désigne le transfert massif entre les hémisphères occidentaux et orientaux de plantes, d'animaux, de populations (dont les esclaves), de maladies infectieuses et de culture. Cette première mondialisation engendre des modifications écologiques, agricoles et culturelles parmi les plus importantes de l'histoire. L'exploration européenne continue jusqu'au XXe siècle, au cours duquel on estime que la totalité des terres émergées a été cartographiée.
Alors que ces événements étaient autrefois regroupés sous l'expression « ère des grandes découvertes », l'historiographie contemporaine met en avant l'aspect bilatéral de la rencontre de deux civilisations. En 1992, de nombreux colloques et publications célébrant le 500e anniversaire de la découverte de l'Amérique ont fait émerger l'expression de « rencontre de deux mondes » ou plus simplement de « rencontres », en mettant en évidence que la notion des « grandes découvertes géographiques » n'est « qu'une construction intellectuelle du XIXe siècle, élaborée à son tour à partir d’une série de mythes fondateurs issus de stratégies éditoriales, politiques et religieuses du XVIe siècle, diffusés et consolidés par l’intermédiaire d’instruments, tels que l’iconographie et la littérature ». Cette année-là, l’Exposition universelle de Séville, point de départ du premier voyage de Christophe Colomb, rend aussi hommage à ces découvertes.

## Contexte

### Un monde encore peu connu
Au début du XVe siècle, les Européens ont une très bonne idée de l'Europe et du bassin Méditerranéen, et quelques notions du reste de l'Afrique et de l'Asie, mais ces dernières restent confuses. Ils savent que la Terre est ronde mais ne connaissent pas bien ses dimensions. À la fin du XVIe siècle, les Européens ont découvert la côte est de l'Amérique du Nord, l'Amérique centrale, les littoraux de l'Amérique du Sud et de l'Afrique, ainsi qu'une grande partie de l'Asie (Sibérie, Inde).
À la fin du siècle, il reste encore beaucoup de territoires inconnus des Européens, comme l'Australie ou le centre de l'Afrique (et sans parler des régions polaires), mais les Européens ont une connaissance beaucoup plus précise des masses continentales, comme en témoignent les cartes de l'époque.
De nombreuses avancées techniques diffusées à la fin du Moyen Âge, comme la caravelle ou l'astrolabe ont permis aux Européens une navigation plus sûre et grandement améliorée. La volonté de répandre la foi chrétienne et de découvrir de nouvelles voies maritimes et commerciales vers l'Asie a aussi joué en faveur des grandes découvertes.

## Prélude (1241-1438)

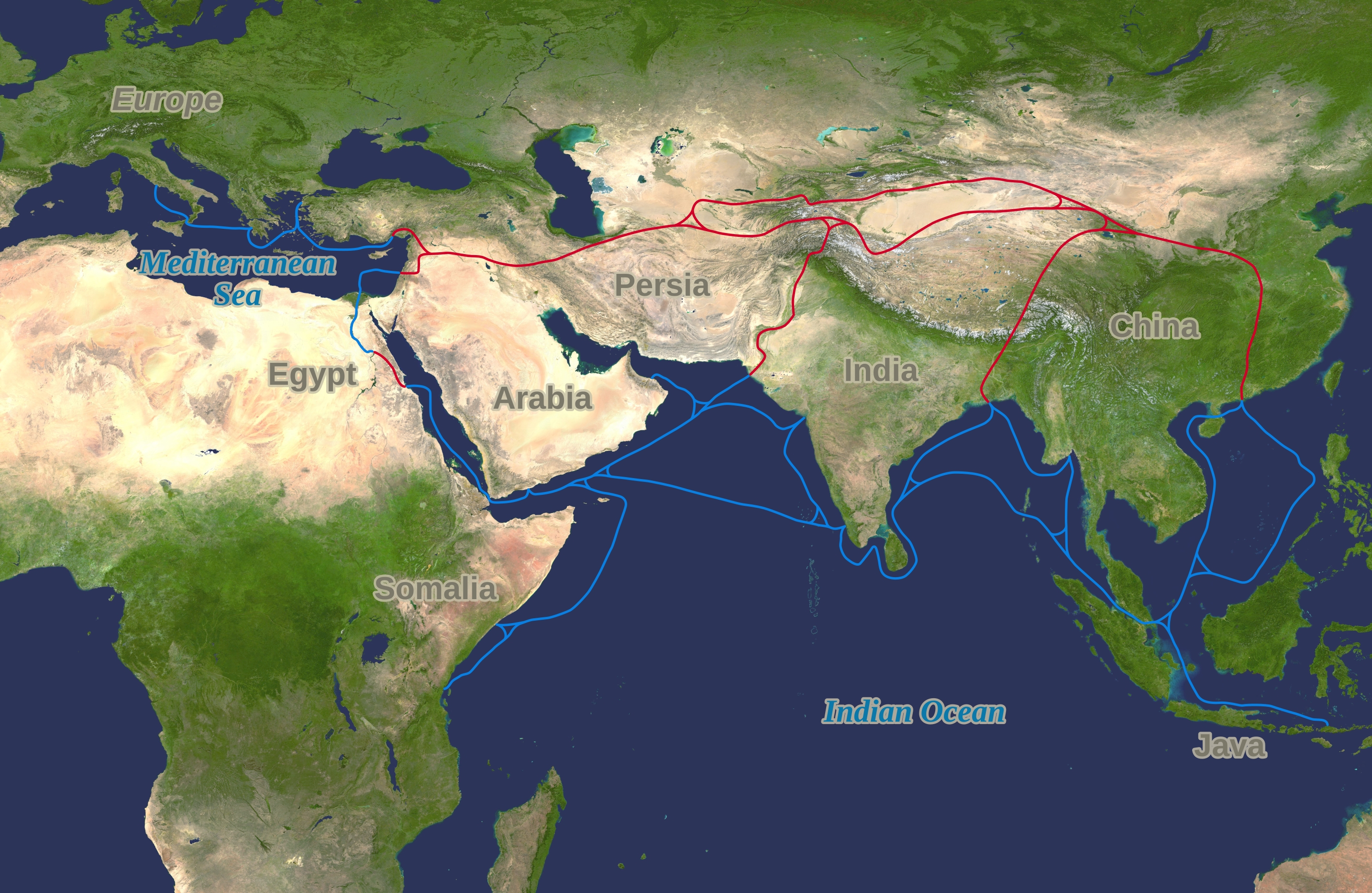
Les routes de la soie et des épices bloquées par l'Empire ottoman en 1453, obligent les Européens à trouver de nouvelles routes maritimes.

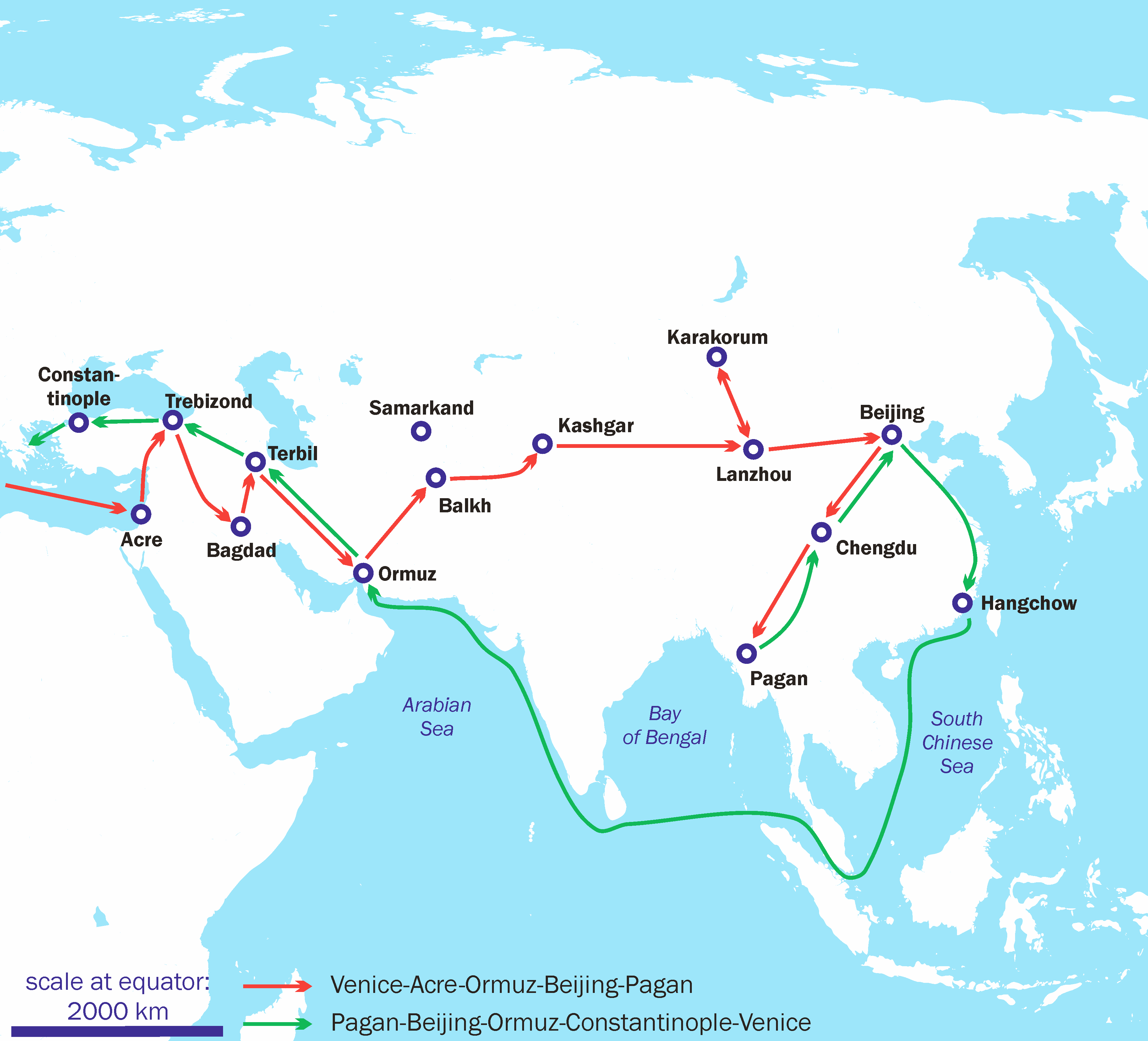
Les voyages de Marco Polo (1271-1295).

Les connaissances européennes sur l'Asie au-delà des limites de l'Empire byzantin reposent sur des documents vagues, souvent obscurcis par des légendes et remontent parfois à l'époque des conquêtes d'Alexandre le Grand. Une autre source provient des Radhanites, marchands juifs qui établissent des routes commerciales entre l'Europe et le monde musulman à l'époque des Croisades. En 1154, le géographe arabe Al Idrissi réalise une carte, Tabula Rogeriana, rassemblant toutes les connaissances de son époque pour le compte du roi Roger II de Sicile,.

### Voyages médiévaux
Une série d'expéditions terrestres européennes à travers l'Eurasie à la fin du Moyen Âge constitue le prélude aux grandes découvertes. Les Mongols, après avoir envahi une grande partie de l'Asie et menacé l'Europe, unifient une bonne partie de l'Eurasie et la Pax Mongolica garantit l'existence de routes de commerce sûres entre le Moyen-Orient et la Chine,. Plusieurs Européens en profitent pour explorer l'Orient: La plupart sont Italiens car le commerce entre l'Europe et le Moyen-Orient est contrôlé par les républiques maritimes comme Venise.
Des ambassadeurs chrétiens sont envoyés jusqu'à Karakorum dans l'actuelle Mongolie. Parmi eux, on peut citer Jean de Plan Carpin, envoyé par le pape Innocent IV à la cour du Grand Khan de 1241 à 1247. Au même moment, Iaroslav II Vladimirski et ses fils André II Vladimirski et Alexandre Nevski se rendent à Karakorum mais ne laissent aucun récit détaillé. D'autres voyageurs dont André de Longjumeau (en 1245 et 1249) et Guillaume de Rubrouck (en 1253-1254) traversent l'Asie centrale et vont jusqu'en Mongolie. Puis le célèbre Vénitien relate dans le Livre de Marco Polo (1298) sa description de l'empire sino-mongol de Kubilai Khan, pour lequel il a travaillé entre 1274 et 1291 en tant que « messager ».
En 1291, les deux frères marchands Vandino et Ugolino Vivaldi partent de Gênes avec deux galères pour explorer l'Atlantique mais disparaissent le long de la côte marocaine, ce qui alimente les craintes sur la navigation dans l'Atlantique. De 1325 à 1354, un érudit marocain Ibn Battûta réalise un impressionnant voyage qui l’amène de Tombouctou au sud à Bulghar (en actuelle Russie, sur la Volga) au nord et de Tanger à l’ouest à Quanzhou en Extrême-Orient. Ses récits sont compilés par Ibn Juzayy en un livre appelé Rihla (voyage). À partir de 1357, un livre retraçant les voyages supposés de Jean de Mandeville, le Livre des merveilles du monde, connaît un important succès malgré ses descriptions souvent fantastiques et douteuses.
En 1400, une traduction latine de la Géographie de Ptolémée atteint l'Italie depuis Constantinople. La redécouverte des connaissances antiques permet aux cartographes de l'époque d'améliorer leur compréhension du monde. En 1439, Nicolò de' Conti publie un récit de ses voyages en Asie du Sud-Est et Athanase Nikitine fait de même pour l'Inde en 1472.
Ces périples terrestres ont peu d'effets immédiats. L'Empire mongol s'effondre presque aussi vite qu'il était apparu et la route vers l'est devient beaucoup plus dangereuse. La peste noire du XIVe siècle ralentit le commerce terrestre tout comme la montée en puissance de l'Empire ottoman et force les Européens à chercher de nouvelles routes commerciales.

### Expéditions chinoises

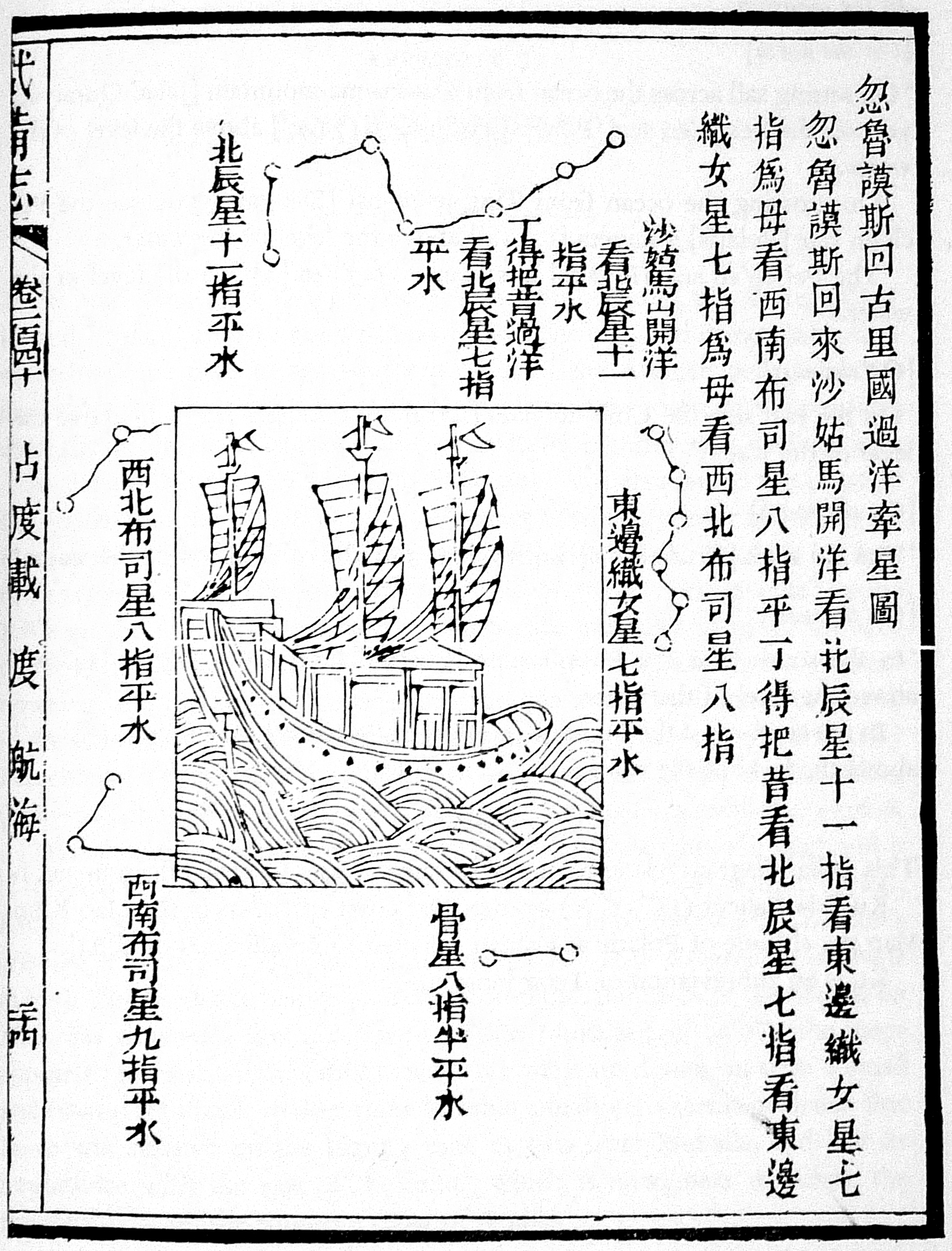
Carte possiblement basée sur les voyages de Zheng He représentant les voies de navigations entre Ormuz et Kozhikode (Calicut).

En 1368, après le renversement de la dynastie Yuan, les Mongols perdent la plupart de la Chine au profit de la dynastie Ming. Les Chinois établissent des relations commerciales maritimes jusqu'en Arabie depuis la dynastie Tang (618-907). Entre 1405 et 1421, le troisième empereur Ming Yongle encourage une série de voyages lointains dans l'océan Indien sous le commandement de l'amiral Zheng He. À la différence des futurs voyages européens, ces expéditions ont un caractère essentiellement diplomatique.
Une importante flotte de jonques est préparée pour ces voyages, certaines mesurant plus de 60 mètres de long, et des milliers de marins sont embarqués. Au moins sept expéditions sont lancées à partir de 1405, chacune étant plus ambitieuse que la précédente. Les flottes visitent l'Arabie, l'Afrique orientale, l'Inde, l'Insulinde et le Siam. Zheng He offre des présents en or, en argent, en porcelaine et en soie et reçoit en échange des animaux exotiques comme des girafes, des autruches ou de l'ivoire,. Cependant, la mort de l'empereur en 1433 entraîne l'arrêt brutal de ces expéditions très coûteuses pour le pouvoir. La Chine entre dans une période d'isolationnisme connue sous le nom d'haijin.

## L'océan Atlantique (1419-1507)

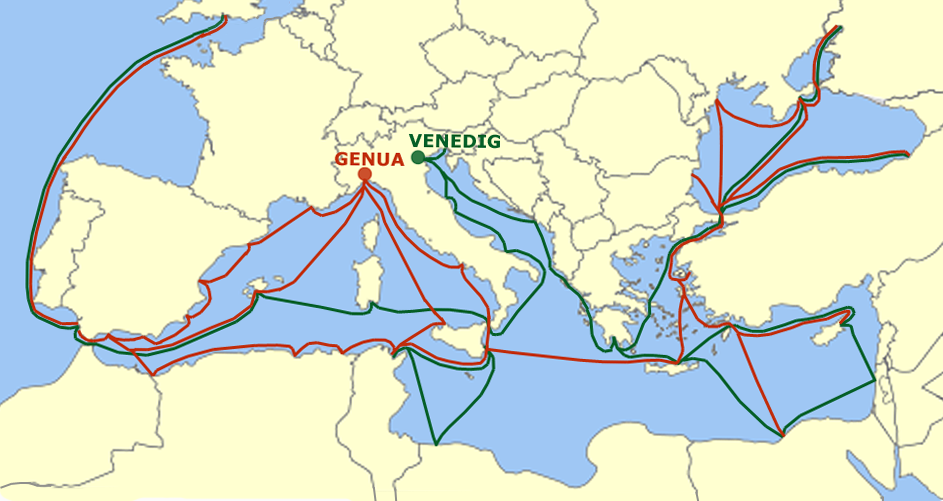
Routes maritimes des républiques de Gênes (rouge) et de Venise (vert) dans les mers Méditerranée et Noire.

Du XIIIe au XVe siècle, les républiques maritimes italiennes possèdent le monopole du commerce entre l'Europe et le Moyen-Orient. Le commerce de la soie, des épices et de l'encens rend ces cités extraordinairement prospères et riches. Les épices sont parmi les produits les plus rares et les plus chers du Moyen Âge et se trouvent utilisés pour la médecine médiévale. Les épices — importées d'Asie et d'Afrique — sont à ce point importantes dans le concept médiéval de la théorie des humeurs que peu après la mise en place de routes de commerce maritimes, des apothicaires et des médecins comme Tomé Pires ou Garcia de Orta envoyés en Inde pour étudier les espèces d'épices, rapportent leurs découvertes dans le Suma oriental et dans les Colóquios dos simples e drogas da Índia. D'autres débouchés sont les rituels religieux, la cosmétique, la parfumerie et comme additif ou conservateur alimentaire.
Les marins musulmans basés au Yémen et à Oman qui dominent les routes maritimes dans tout l'océan Indien, achètent les épices en Asie du Sud-Est et les transfèrent dans les riches villes marchandes de l'Inde comme Kozhikode (Calicut) puis jusque dans le golfe Persique et la mer Rouge. À partir de là, les épices sont transportées par terre jusqu'aux côtes méditerranéennes. Les marchands, principalement vénitiens, redistribuent ensuite ces produits dans toute l'Europe. Cependant, la montée en puissance de l'Empire ottoman et la chute de Constantinople en 1453 induisent une forte hausse des taxes qui prive les Européens d'importantes routes commerciales.
Les Européens sont donc contraints de trouver de nouvelles voies d'approvisionnement. D'autant plus qu'ils souffrent d'un déficit grandissant en or et en argent car les pièces utilisées pour acheter les épices et la soie affluent hors du continent pour l'Orient. La plupart des mines européennes s'épuisent ou deviennent inexploitables, compte tenu de la technologie disponible. Le manque de métaux précieux mène à la création d'un complexe système bancaire destiné à gérer les risques du commerce : la première banque véritable, l'Office de Saint Georges est fondée en 1407 à Gênes.
Pour leurs premières expéditions, les Européens utilisent la boussole. Cependant, les progrès de la cartographie et de l'astronomie entraînent l'apparition de l'astrolabe, du quadrant plus précis, et de la navigation astronomique. Les navigateurs restent à proximité des côtes et pratiquent le cabotage, guidés par des portulans, cartes qui indiquent les routes les plus sûres et les dangers de la navigation. Ainsi, les marins partent d'un point connu et se dirigent avec leur boussole, en s'aidant des indications des portulans pour trouver leur route. On doit ainsi aux Portugais, à la charnière des XVe et XVIe siècles, la mise au point du premier système de navigation universelle avec l'utilisation maritime des portulans et de la détermination de la latitude par la hauteur de l'étoile polaire et du soleil méridien.

### Débuts de l'exploration portugaise (1400-1460)

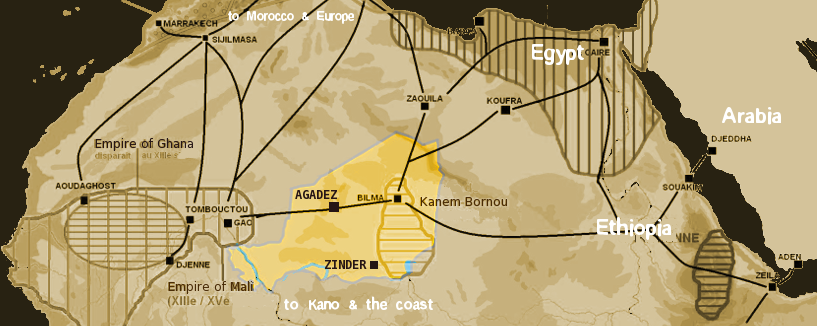
Les routes du commerce transsaharien vers 1400, avec le Niger moderne.

En 1297, après la fin de la Reconquista portugaise, le roi Denis Ier de Portugal s'intéresse personnellement au commerce et signe en 1317 un accord avec le marchand génois Manuel Pessanha, faisant de lui le premier amiral de la marine portugaise avec pour mission de défendre le pays contre les pirates musulmans. L'épidémie de peste noire entraîne une sévère perte de population dans la seconde moitié du XIVe siècle et la plus grande partie de la population se tourne vers la mer pour pêcher et commercer le long des côtes. Entre 1325 et 1357, le roi Alphonse IV de Portugal encourage le commerce maritime et lance les premières expéditions. Les îles Canaries, connues depuis l'Antiquité, sont revendiquées à la fois par le Portugal et la Castille,. En 1415, le Portugal s'empare de la ville de Ceuta dans le but de contrôler la navigation sur les côtes africaines. Le jeune prince Henri participe à l'attaque et réalise la richesse apportée par le commerce transsaharien. Depuis des siècles, les routes commerciales arabes lient la côte méditerranéenne à l'Afrique de l'Ouest à travers le Sahara. Les Africains fournissent des esclaves et de l'or en échange de sel et de produits manufacturés.
Henri veut savoir jusqu'où s'étend la domination musulmane en Afrique pour pouvoir commercer par mer directement avec l'Afrique de l'Ouest, il cherche également à trouver le légendaire royaume chrétien du prêtre Jean pour pouvoir prendre les musulmans à revers et une route maritime vers les Indes orientales pour participer au très profitable commerce des épices. Il crée un groupe de marchands, d'armateurs, de cartographes et d'investisseurs dans la forteresse de Sagres dans le but d'organiser des expéditions le long des côtes africaines jusqu'en Mauritanie. Il reçoit ainsi son surnom d'Henri le Navigateur. Madère est ainsi atteinte en 1419 et les Açores en 1427. Les portugais en prennent possession et les colonisent très rapidement.
À cette époque, les cartes européennes s'arrêtent au cap Chaunar sur la côte africaine et personne ne sait s'il est possible de revenir de la mer des Ténèbres qui se trouve au-delà. Malgré les mythes avertissant de la présence de monstres marins, le cap est franchi en 1421 et en 1434, Gil Eanes dépasse le dangereux cap Bojador mettant fin aux vieilles légendes.
L'introduction de la caravelle au milieu du XVe siècle représente une avancée majeure : elle est capable de remonter le vent mieux que n'importe quel autre navire de l'époque. Issues des bateaux de pêche, elles sont les premiers navires à pouvoir naviguer en haute mer à distance des récifs côtiers. La diffusion des éphémérides permet la navigation astronomique et l'orientation en pleine mer sans repère terrestre. Ces tables révolutionnent la navigation en permettant de calculer la latitude. Le calcul de la longitude demeure cependant aléatoire,. Ainsi, l'exploration peut continuer progressant d'environ un degré par an. L'actuel Sénégal et la presqu'île du Cap-Vert sont atteints en 1444 par Dinis Dias. Un an plus tard António Fernandes avance jusqu'à l'actuelle Sierra Leone.
La prise de Constantinople par les Ottomans en 1453 représente un choc pour la chrétienté et ralentit fortement le commerce avec l'Orient. En 1455, le pape Nicolas V rédige la bulle Romanus pontifex, qui renforce la précédente Dum Diversas de 1452, qui accordait toutes les terres découvertes au-delà du cap Bojador au roi Alphonse V de Portugal et à ses successeurs et autorisait l'asservissement des païens de ces régions. Le roi commande alors une carte à des experts génois pour trouver une route vers l'Asie. Ceux-ci livrent la carte de Fra Mauro, probablement inspirée de la carte Kangnido d'origine chinoise, à Lisbonne en 1459.
En 1456, Diogo Gomes atteint l'archipel du Cap-Vert. Dans la décennie qui suit, les capitaines vénitien Alvise Cadamosto et génois Antonio de Noli au service du roi Henri fondent la ville de Cidade Velha, première ville européenne sous les tropiques.

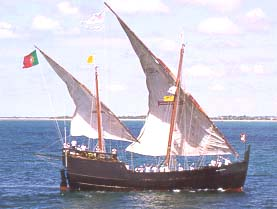
Réplique d'une caravelle introduite au XVe siècle pour l'exploration océanique.

### L'exploration portugaise après le prince Henri
Le prince Henri meurt en novembre 1460. Les faibles revenus issus des explorations font que le marchand Fernão Gomes reçoit en 1469 le monopole du commerce dans le golfe de Guinée, en échange de quoi il est tenu d'explorer 100 miles par an durant cinq ans. Avec son soutien, les navigateurs João de Santarém, Pedro Escobar, Lopo Gonçalves, Fernando Pó et Pedro de Sintra vont plus loin que ce qui avait été convenu. Ils atteignent l'hémisphère Sud et les îles du golfe de Guinée, dont Sao Tomé-et-Principe, et explorent la côte de l'actuel Ghana en 1471. Dans l'hémisphère sud, les marins découvrent la Croix du Sud comme point de référence pour la navigation astronomique.
En 1481, le nouveau roi Jean II de Portugal décide d'implanter le comptoir d'Elmina au Ghana pour exploiter les alluvions chargées d'or. En 1482, le fleuve Congo est exploré par Diogo Cão qui en 1486 atteint le Cape Cross dans l'actuelle Namibie.
L'avancée suivante est capitale. En 1488, Bartolomeu Dias franchit la pointe sud de l'Afrique qu'il nomme le « cap des Tempêtes » (Cabo das Tormentas) et continue jusqu'à l'actuel Port Elizabeth, prouvant que l'océan Indien est accessible par l'Atlantique. Simultanément Pêro da Covilhã est envoyé secrètement par terre jusqu'en Éthiopie, où il acquiert des informations sur la mer Rouge et la côte orientale de l'Afrique laissant supposer que la route des Indes est ouverte. Le Cap des tempêtes est rapidement renommé « cap de Bonne-Espérance » (Cabo da Boa Esperança) par le roi Jean II à cause de l'espoir suscité par la possibilité d'une route vers l'Inde.

### Les «Indes occidentales» de Colomb

Les quatre voyages de Christophe Colomb (1492-1503).

Le voisin et rival du Portugal, la Castille avait commencé à s'implanter dans les îles Canaries au large de la côte africaine en 1402 mais avait été détourné par des problèmes internes et la poursuite de la guerre avec les musulmans durant la plus grande partie du XVe siècle. L'achèvement de la Reconquista et l'union des royaumes de Castille et d'Aragon à la fin du XVe siècle permettent à l'Espagne de se consacrer à la recherche de nouvelles voies maritimes. La Couronne d'Aragon est un important potentat maritime en Méditerranée contrôlant des territoires dans l'Est de l'Espagne, le Sud de la France, la Sardaigne, la Sicile, Malte et le royaume de Naples et des possessions jusqu'en Grèce. En 1492, les monarques catholiques, Isabelle Ire de Castille et Ferdinand II d'Aragon envahissent le royaume maure de Grenade et décident de financer l'expédition de Christophe Colomb dans l'espoir de contourner le monopole portugais sur les routes maritimes le long de l'Afrique en atteignant les « Indes » (Est et Sud de l'Asie) par l'Ouest. Par deux fois, en 1485 et 1488, le projet de Colomb avait été refusé par le Portugal.
Le 3 août 1492, Christophe Colomb quitte Palos de la Frontera avec trois navires, une caraque, la Santa Maria et deux caravelles, La Pinta et La Niña. Colomb fait d'abord escale aux Canaries où il se réapprovisionne et avance dans l'Atlantique dans ce qui sera nommé la mer des Sargasses.

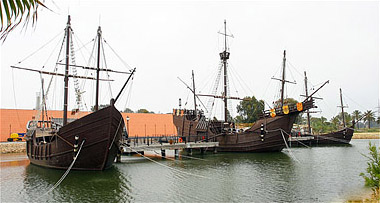
Répliques des trois navires de Christophe Colomb.

L'expédition atteint les Bahamas le 12 octobre 1492 et Colomb pense avoir atteint les Indes occidentales. Il explore ensuite la côte nord de Cuba et celle d'Hispaniola. Il est reçu par le cacique Guacanagari qui lui donne la permission de laisser quelques hommes derrière lui. Il fonde La Navidad dans l'actuel Haïti et y laisse 39 hommes. Avant de repartir, il enlève une vingtaine d'autochtones dont seuls sept ou huit arrivèrent vivants en Espagne où ils firent forte impression à la cour du roi. Il arrive à son port d'attache le 15 mars 1493 et la nouvelle de la découverte de nouvelles terres à l'ouest se répand rapidement en Europe.
Colomb et les autres explorateurs espagnols sont initialement déçus par leurs découvertes. À la différence de l'Asie et de l'Afrique, les habitants des Caraïbes ont peu de choses à échanger avec les navires espagnols. Il faudra attendre l'exploration du continent pour que les richesses attendues ne soient découvertes.

### Traité de Tordesillas (1494)

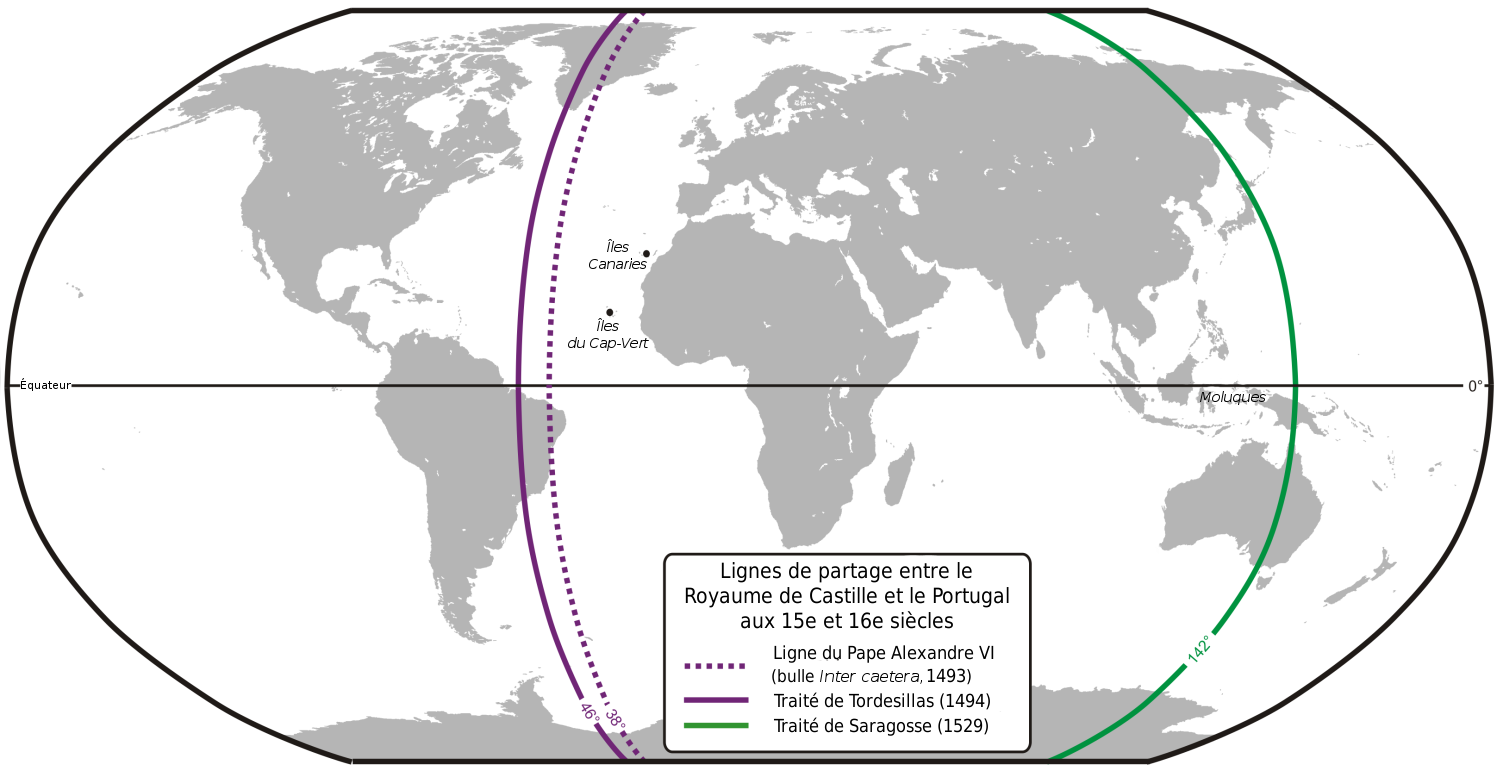
Le méridien du traité de Tordesillas (violet) fut par la suite prolongé selon le traité de Saragosse de 1529 (en vert).

Après la découverte des « Indes occidentales », une répartition des zones d'influences devient nécessaire pour éviter un conflit entre l'Espagne et le Portugal. Deux mois après le retour de Colomb, le pape Alexandre VI publie la bulle Inter caetera statuant que toutes les terres situées à l'ouest d'une ligne passant à 100 lieues des Açores appartenaient à l'Espagne. Il n'est cependant pas dit si les terres à l'est reviennent au Portugal. Le roi Jean II de Portugal n'est pas satisfait d'autant qu'une autre bulle donne à l'Espagne la souveraineté sur l'Inde même si celle-ci se trouve à l'est de ce méridien. Il négocie donc directement avec les monarques espagnols. Un accord est trouvé en 1494 avec le traité de Tordesillas qui « divise » le monde entre les deux puissances. Dans ce traité, les Portugais reçoivent toutes les terres se trouvant à l'Est d'une ligne passant à 370 lieues des îles du Cap-Vert et les Espagnols toutes les terres à l'Ouest. Les autres puissances maritimes européennes (France, Angleterre, Pays-Bas…) se voient refuser tout droit sur ces nouvelles terres et ne peuvent dans un premier temps que recourir à la piraterie et à la contrebande pour profiter des richesses du Nouveau Monde.

### Un Nouveau Monde: l'Amérique

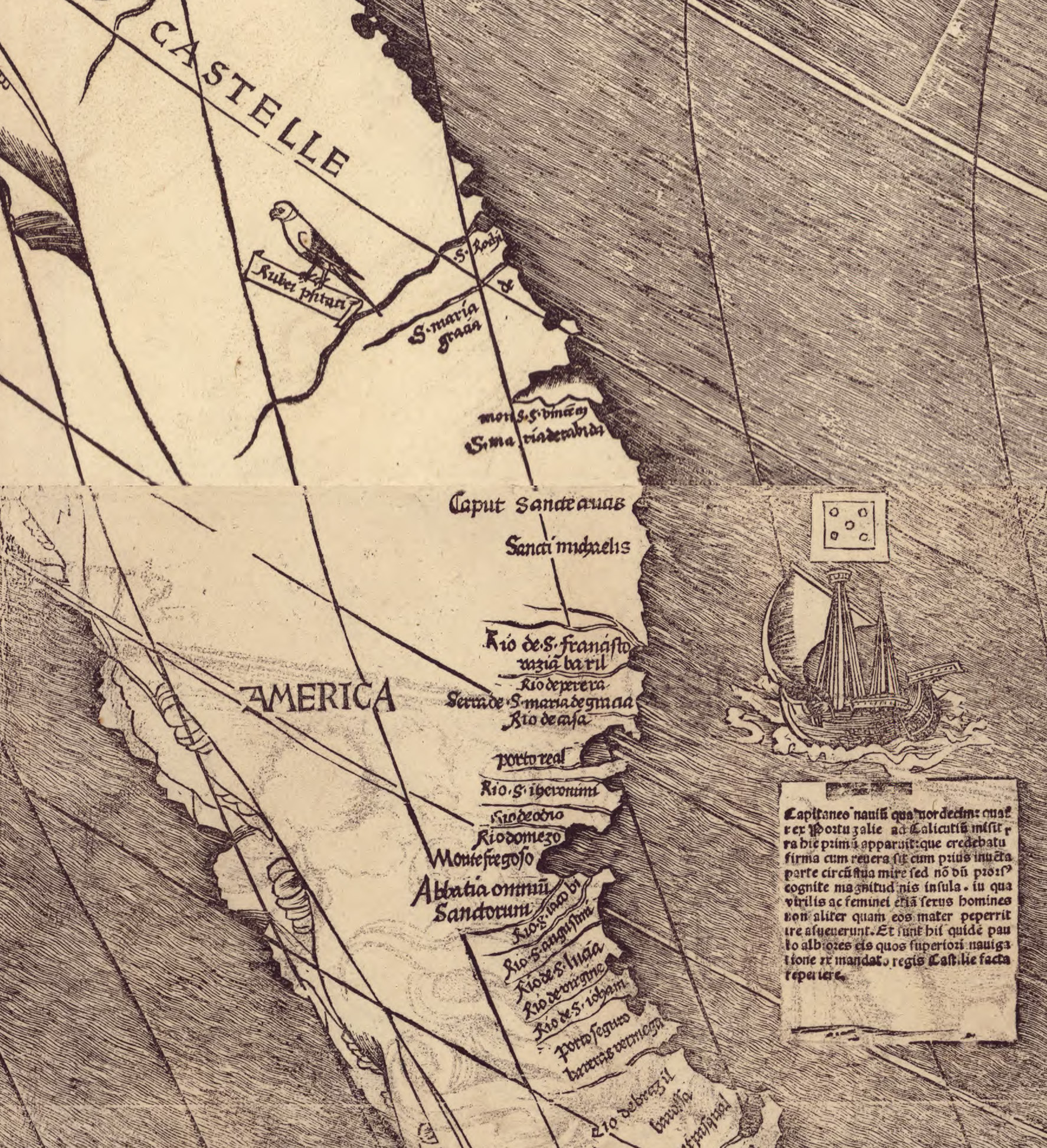
Détail de la carte de Martin Waldseemüller réalisée en 1507 où apparait pour la première fois le mot « America ».

Très peu de choses étaient connues sur les territoires à l'ouest du méridien de Tordesillas. Peu après le premier voyage de Christophe Colomb, un grand nombre d'explorateurs se lancent à la découverte de ces nouvelles terres. Jean Cabot, un marin italien soutenu par le roi Henri VII d'Angleterre quitte Bristol en 1497. Probablement financé par la Society of Merchant Venturers, Cabot traverse l'Atlantique par le Nord dans l'espoir de trouver une route plus rapide vers les « Indes occidentales » et arrive quelque part en Amérique du Nord, probablement à Terre-Neuve.
En 1499, João Fernandes Lavrador et Pêro de Barcelos, financés par le roi du Portugal, découvrent le Labrador. Au même moment, les frères Gaspar et Miguel Corte-Real explorent les côtes du Groenland et de Terre-Neuve. Les deux explorations sont mentionnées sur le planisphère de Cantino de 1502.

### Les «Vraies Indes» et le Brésil
En 1497, le nouveau roi Manuel Ier de Portugal envoie une flotte d'exploration vers l'Est menée par Vasco de Gama pour achever le projet de ses prédécesseurs de trouver une route vers l'Inde. En juillet 1499, ce dernier revient à Lisbonne avec un important chargement d'épices et la nouvelle selon laquelle les Portugais ont atteint l'Inde se répand rapidement en Europe. Alors que Colomb organise deux nouveaux voyages vers l'Amérique centrale, une seconde expédition portugaise est assemblée pour partir en Inde. La flotte de treize navires et 1 500 hommes quitte Lisbonne le 9 mars 1500. Le commandant est Pedro Álvares Cabral et il est accompagné par les marins Bartolomeu Dias, Nicolau Coelho et le notaire Pero Vaz de Caminha. Pour éviter les eaux sans vent du golfe de Guinée, la flotte s'oriente vers le sud-ouest. Le 21 avril, une montagne apparaît à l'horizon et est nommée Monte Pascoal ; le 22 avril, la flotte accoste sur la côte du Brésil et trois jours plus tard, elle jette l'ancre dans une baie nommée Porto Seguro. Cabral soupçonne que cette nouvelle terre se trouve à l'est du méridien de Tordesillas et renvoie un navire vers le Portugal avec l'importante nouvelle. Pensant avoir découvert une île, Cabral nomme cette terre Ilha de Vera Cruz (île de la Vraie Croix). Certains historiens soutiennent que les Portugais connaissaient l'existence du saillant sud-américain auparavant d'où l'insistance du roi Jean II pour déplacer le méridien de Tordesillas vers l'Ouest.
À l'invitation du roi Manuel Ier de Portugal, Amerigo Vespucci, Florentin travaillant à Séville pour la banque des Médicis, organise deux expéditions vers la Guyane avec Juan de la Cosa. Voyages rendus célèbres par la publication entre 1502 et 1504 de trois lettres qui lui sont attribuées. Pour les Européens, il devient de plus en plus clair que Colomb n'a pas atteint l'Asie mais plutôt un Nouveau Monde, l'Amérique ainsi nommée en 1507, à Saint-Dié-des-Vosges, par les cartographes lorrains Martin Waldseemüller et Mathias Ringmann. Probablement en référence à Amerigo Vespucci premier Européen à avoir suggéré que ces terres ne sont pas l'Asie mais bien un « Nouveau Monde ». Le Mundus novus, titre latin d'un document basé sur les lettres de Vespucci à Lorenzo di Pierfrancesco de Médicis connait un grand succès en Europe.

## L'océan Indien (1497-1513)

### La route de l'Inde

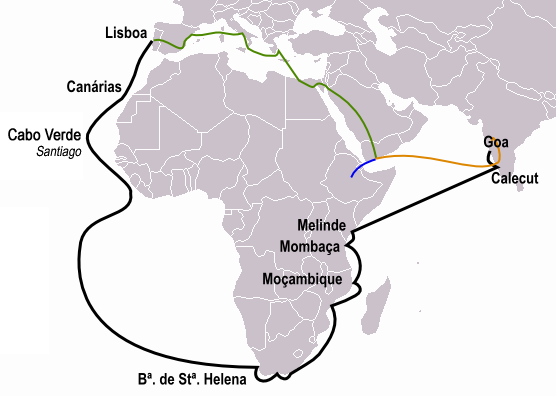
Voyage de Vasco de Gama en Inde (1497-1499) en noir. Précédents voyages de Pêro da Covilhã (orange) et de Afonso de Paiva (bleu) et leur trajet en commun (vert).

Protégées de la compétition directe avec l'Espagne grâce au traité de Tordesillas, les expéditions portugaises vers l'Est avancent rapidement. Par deux fois, en 1485 et 1488, le Portugal refuse officiellement l'idée de Christophe Colomb de rallier les Indes en naviguant vers l'Ouest. Les experts du roi Jean II de Portugal pensent en effet que les estimations de distance fournies par Colomb (3 800 km) sont sous-évaluées. De plus, Bartolomeu Dias — parti en 1487 avec l'objectif de dépasser la pointe Sud de l'Afrique — et les experts pensent que voyager vers l'Est serait bien plus court. Le franchissement du cap de Bonne-Espérance en 1488 et le voyage de Pêro da Covilhã en Éthiopie par la terre indiquent que les richesses de l'océan Indien sont accessibles depuis l'Atlantique.
Sous l'impulsion du nouveau roi Manuel Ier de Portugal, une petite flotte d'exploration composée de quatre navires et de 170 hommes quitte le port de Lisbonne en juillet 1497 sous le commandement de Vasco de Gama. En décembre, la flottille dépasse le point où Dias avait fait demi-tour et entre dans des eaux inconnues. Le 20 mai 1498, ils arrivent à Calicut. Cependant Gama est handicapé par le manque de marchandises précieuses lui permettant d'acheter les produits rares qu'il convoite. Deux ans après leur départ, Gama et 55 hommes reviennent victorieusement au Portugal comme les premiers marins à avoir navigué directement d'Europe en Inde.
En 1500, une seconde flotte bien plus imposante de treize navires et 1 500 hommes est envoyée en Inde. Sous le commandement de Pedro Álvares Cabral, elle découvre la côte brésilienne puis dans l'océan Indien, un des navires atteint Madagascar (1501) qui sera partiellement explorée par Tristan da Cunha en 1507. L'île Maurice est découverte en 1507 et Socotra est occupée en 1506. La même année, Lourenço de Almeida débarque au Sri Lanka, l'île nommée « Taprobane » par les Grecs et les Romains. Les premiers comptoirs sont établis à Kochi et à Calicut en 1501 puis à Goa en 1510.

### Les «îles aux épices» et la Chine
En 1511, Afonso de Albuquerque conquiert Malacca alors pivot du commerce en Asie et lance plusieurs missions diplomatiques à l'est : Duarte Fernandes est ainsi le premier Européen à être reçu à la cour du royaume du Siam. Il découvre l'emplacement des fameuses « îles aux épices », les Moluques, alors seule zone de production de la muscade et du clou de girofle et y envoie une expédition menée par Antonio de Abreu où ils sont les premiers Européens en 1512. Les Portugais installent un comptoir fortifié sur l'île de Ternate, le fort de São João Baptista de Ternate marquant ainsi leur présence en Insulinde.
En mai 1513, Jorge Álvares atteint la Chine : il est le premier à accoster dans le delta de la Rivière des Perles. Rafael Perestrelo, un cousin du célèbre Christophe Colomb est le premier à explorer la côte sud de la Chine et à commercer à Guangzhou,. Fernão Pires de Andrade visite la ville en 1517 et y établit un comptoir commercial. En 1557, les Portugais reçoivent l'autorisation d'occuper Macao.
Pour renforcer le monopole sur le commerce dans l'océan Indien, Ormuz dans le golfe Persique est envahi par Afonso de Albuquerque en 1507 qui établit des relations diplomatiques avec la Perse. En 1513, en tentant de conquérir Aden, une expédition franchit le détroit de Bab-el-Mandeb et pénètre en mer Rouge. En 1521, une force menée par António Correia envahit Bahreïn annonçant une domination portugaise de 80 ans sur le golfe Persique. En mer Rouge, Massaoua est le point le plus septentrional atteint par les Portugais jusqu'en 1541, lorsqu'une flotte atteint Suez.

## L'océan Pacifique (1513-1529)

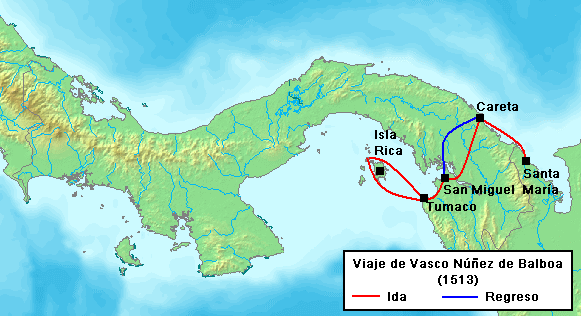
Le voyage de Vasco Núñez de Balboa vers la « mer du Sud », 1513.

En 1513, à environ 70 km au sud d'Acandí, dans l'actuelle Colombie, l'Espagnol Vasco Núñez de Balboa est informé des nouvelles inattendues qui évoquent une « autre mer » riche en or. Ce qu'il note avec grand intérêt. Avec peu de ressources et utilisant les informations données par les caciques, il traverse l'isthme de Panama avec 190 soldats, quelques guides locaux et une poignée de chiens. Utilisant un petit brigantin et une dizaine de canoës, ils longent la côte et accostent à l'embouchure du Río Chuchunaque. Le 6 septembre, l'expédition est renforcée par 1 000 hommes qui doivent lutter contre les Indiens Kuna avant d'atteindre les montagnes d'où l'on peut voir l'« autre mer ». Première vision d'un Européen de l'océan Pacifique depuis le Nouveau Monde. L'expédition descend ensuite la chaîne de montagnes et navigue jusqu'à la baie de San Miguel. L'objectif principal de Balboa est la recherche d'or mais il découvre un groupe d'îles qu'il nomme l'archipel des Perles, nom qu'il porte encore. En 1516, Juan Díaz de Solís navigue jusqu'au Río de la Plata, dans l'actuelle Argentine, et meurt en tentant de trouver un passage vers le Pacifique par le sud.
Dans le même temps, les Portugais présents en Asie du Sud-Est font les premières descriptions du Pacifique occidental en dépassant Bornéo et en atteignant Luçon dans les Philippines actuelles.

### Première circumnavigation

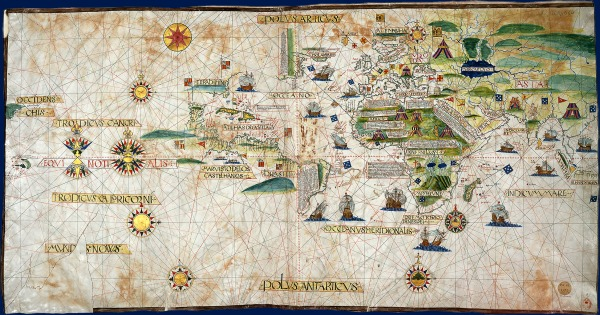
Longtemps connue sous le nom de : Kunstmann IV, cette carte de 1519, attribuée à Jorge Reinel et très probablement celle que Magellan offrit à Charles Quint, se démarque des représentations habituelles de l’époque par la dimension plutôt réaliste de sa « Mer du Sud » (l’océan Pacifique). La carte représentée ici est un fac-similé réalisé par Otto Progel en 1836 et conservé à la Bibliothèque nationale de France, l’originale ayant disparu à Munich pendant la Seconde Guerre mondiale. Également attribuée à un des frères Reinel, une autre carte semblable de 1519, cette fois en projection polaire antarctique, est conservée à la Bibliothèque du palais de Topkapı à Istanbul sous le nom de Hazine no 1825,.

Voyage de Magellan-Elcano autour du monde (1519-1522).

Depuis 1516, de nombreux Portugais opposés au roi Manuel Ier de Portugal se rassemblent à Séville et entrent au service du roi nouvellement couronné Charles Ier d'Espagne (Charles Quint). Parmi eux se trouvent les explorateurs Diogo and Duarte Barbosa, Estevão Gomes, João Serrão et Fernand de Magellan, les cartographes Jorge Reinel et Diego Ribero et le marchand flamand Christopher de Haro. Fernand de Magellan qui avait navigué en Inde pour le compte du Portugal jusqu'en 1513 lorsque les Moluques sont découvertes et qui garde le contact avec Francisco Serrão qui y vivait,, développe l'idée que ces îles se trouvent dans l'hémisphère dévolu à l'Espagne selon le traité de Tordesillas. Conscient des efforts espagnols pour trouver une route vers l'Inde en passant par l'est, Magellan leur présente un plan pour y arriver.
Afin de convaincre le souverain espagnol de soutenir l’expédition, Magellan lui fait remettre, en septembre 1519, un mémoire (Lembrança geográfica) dont l’interprétation géographique, par José Manuel Garcia (historien), conteste l’idée reçue selon laquelle Magellan ignorait tout de l’immensité de l’océan Pacifique, aboutissant ainsi aux mêmes conclusions que les travaux de Xavier de Castro (nom de plume de Michel Chandeigne), Jocelyn Hamon et Luís Filipe Thomaz sur la question,,.
Cette interprétation des différents calculs présentés par Magellan dans ce mémoire géographique laissent effectivement présager un très vaste océan entre le sud du continent américain et l’objectif premier de cette expédition maritime : l’archipel des Moluques (en Indonésie actuelle), ces légendaires « îles aux épices », alors productrices exclusives du clou de girofle,,,,.
Magellan place ainsi les Moluques à environ 4° à l’est du domaine espagnol délimité par la démarcation extrême-orientale – hypothétique – du méridien né du traité de Tordesillas (1494), alors que cet archipel se situe, en réalité, à 5° à l’ouest (et donc dans le domaine portugais) : une erreur d’autant plus faible qu’il était alors impossible de mesurer avec exactitude les longitudes, et que l’emplacement de l’archipel moluquois ne put être mesuré précisément que deux ou trois siècles plus tard.
Autre argument venant étayer cette interprétation, les conceptions géographiques évoquées dans le Lembrança geográfica de Magellan se retrouvent sur une carte maritime anonyme de 1519, document attribué au cartographe portugais Jorge Reinel qui, avec son père Pedro Reinel également cartographe, avait rejoint Magellan à Séville,.
Dès lors, il ne peut être exclu que cette carte était identique aux deux planisphères saisis par les Portugais sur la Trinidad (nef amirale de la flotte) le 28 octobre 1522,, ou encore semblable au globe peint que, selon le chroniqueur espagnol Bartolomé de las Casas, Magellan et le cosmographe Rui Faleiro auraient présenté au jeune Charles Ier des Espagnes (futur Charles Quint, empereur du Saint-Empire romain germanique), fin février ou début mars 1518 à Valladolid,,, entrevue royale couronnée de succès puisque le souverain espagnol décida d’avaliser le projet d’expédition vers les Moluques.
Le roi d'Espagne et Christopher de Haro financent donc l'expédition de Magellan. Celle-ci est composée de cinq navires : le navire amiral et caravelle Trinidad et quatre caraques le San Antonio, la Concepcion, le Santiago et la Victoria ainsi que de 237 hommes de différentes nationalités. La flotte quitte Séville le 10 août 1519 avec l'objectif de rallier les Moluques en naviguant vers l'ouest pour les incorporer dans la zone d'influence espagnole.

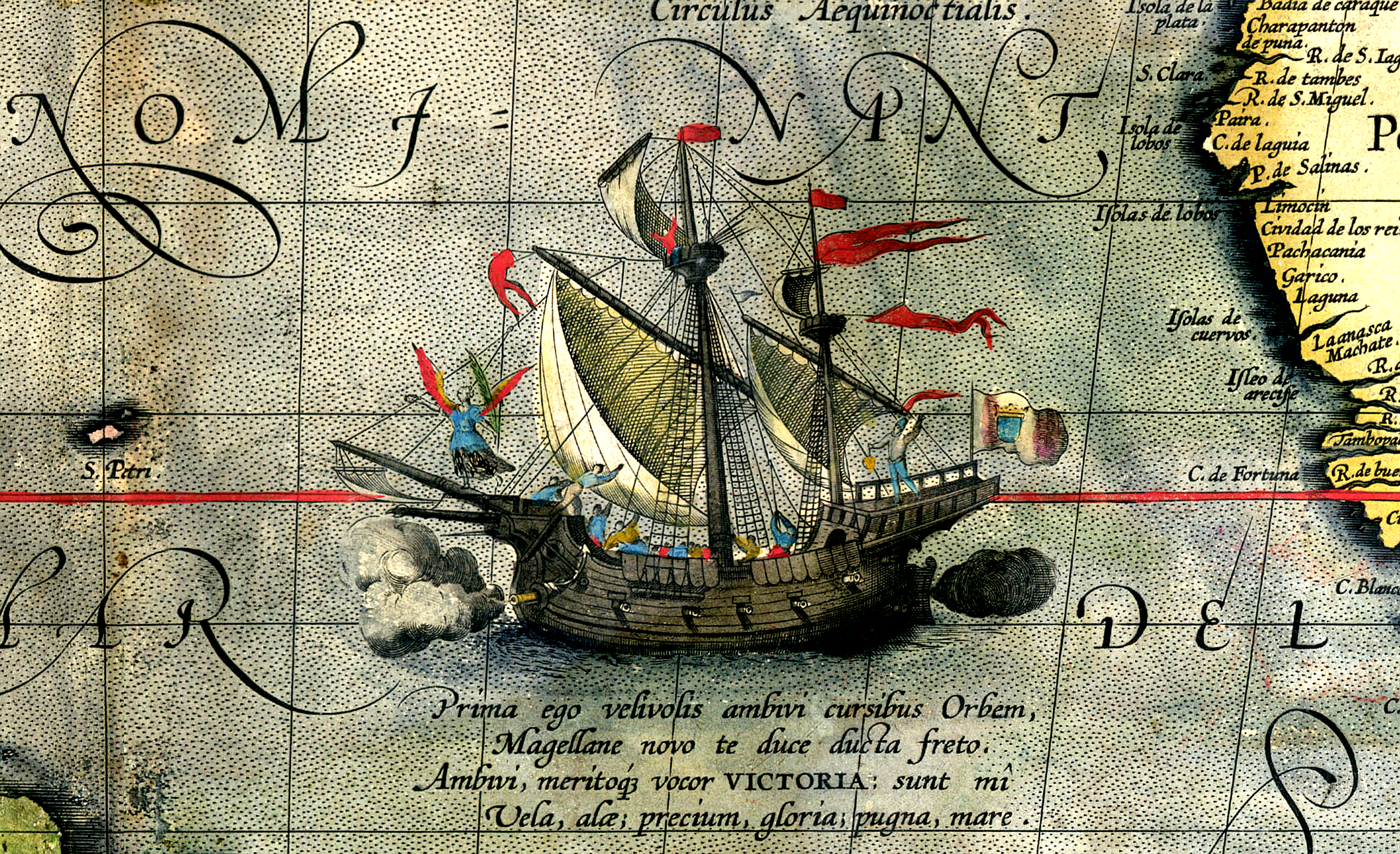
Le Victoria seul navire à terminer la première circumnavigation de la Terre (détail tiré de la Maris Pacifici d'Ortelius, 1589).

La flotte navigue toujours plus vers le sud en évitant les territoires portugais du Brésil et touche la première la Terre de Feu à l'extrémité sud des Amériques. Le 21 octobre 1520, partant du cap des Vierges elle entame un périlleux voyage à travers les 600 km du détroit que Magellan nomme « détroit de tous les saints », le moderne détroit de Magellan. Le 28 novembre, trois navires entrent dans le Pacifique, ainsi nommé à cause de son apparente tranquillité. L'expédition parvient à traverser le Pacifique, en ne croisant que les îles Infortunées, deux atolls inhabités et atteint les Philippines en mars 1521. Magellan est tué lors de la bataille de Mactan et c'est son second Juan Sebastián Elcano qui prend le commandement de l'expédition qui atteint les Moluques en novembre 1521. Le 6 septembre 1522, la Victoria est le premier navire (et seul rescapé) à réaliser la circumnavigation du monde avec seulement 18 hommes d'équipage. 17 autres arriveront plus tard, 13 capturés par les Portugais au Cap-Vert quelques semaines plus tôt et 5 survivants du Trinidad qui avaient été faits prisonniers par les Portugais en Indonésie. Antonio Pigafetta, un érudit vénitien et assistant de Magellan tint un journal de bord qui reste la source principale d'information sur le voyage.
Cette circumnavigation apporte à l'Espagne une connaissance précieuse du monde et de ses océans qui conduit à son installation aux Philippines. Bien qu'il ne s'agisse pas d'une alternative réaliste à la route portugaise autour de l'Afrique (le détroit de Magellan est trop éloigné et la traversée du Pacifique est trop longue depuis l'Espagne), plusieurs expéditions espagnoles utilisent cette voie pour naviguer depuis la côte mexicaine jusqu'aux Philippines. La seconde circumnavigation, par l'Anglais Francis Drake, n'aura lieu qu'entre 1577 et 1580.

### L'Est et l'Ouest se rencontrent

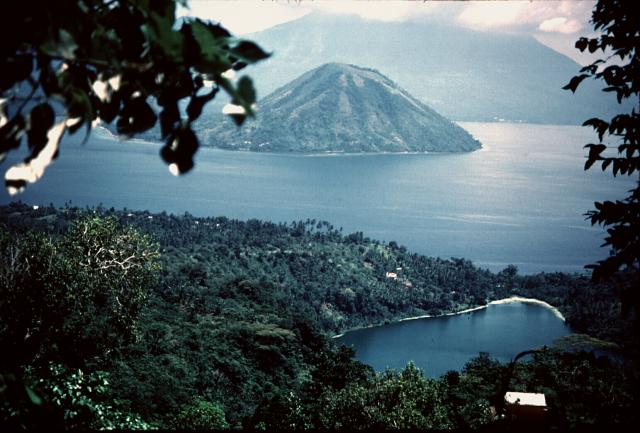
Vue de Tidore depuis Ternate dans les Moluques, où les expéditions vers l'est du Portugal et celles vers l'ouest des Espagnols se rencontrèrent finalement et s'affrontèrent entre 1522 et 1529,.

Tentatives de Saavedra pour trouver un chemin maritime permettant de rallier les Moluques à la Nouvelle-Espagne (Mexique) en 1527.

Peu après l'expédition de Magellan, les Portugais se dépêchent d'agrandir leur fort sur l'île de Ternate. En 1525, Charles Ier d'Espagne envoie une nouvelle expédition pour coloniser les Moluques qu'il revendique comme faisant partie de la zone dévolue à l'Espagne selon le traité de Tordesillas. La flotte de sept navires et 450 hommes est menée par García Jofre de Loaísa et compte parmi les plus brillants navigateurs espagnols dont Loaísa et Juan Sebastián Elcano qui meurent de maladie et le jeune Andrés de Urdaneta. Près du détroit de Magellan, un des navires est poussé par une tempête au-delà du 56e parallèle sud et le cap Horn est franchi pour la première fois. L'expédition atteint les Moluques avec de grandes difficultés et accoste à Tidore. Le conflit avec les Portugais établis sur l'île voisine devient inévitable et une décennie d'escarmouches commence,.
Comme aucun accord ne prévoyait de limite orientale à la séparation de Tordesillas, les deux royaumes se concertent pour régler le problème. De 1524 à 1529, les experts Portugais et Espagnols se rassemblent à Elvas-Bajadoz sur la frontière entre les deux pays pour déterminer la position exacte de l'antiméridien prolongeant celui de Tordesillas qui divise le monde en deux hémisphères de taille égale. Malgré le talent des scientifiques, les connaissances de l'époque sont insuffisantes pour donner une estimation exacte de la longitude et chaque groupe revendique la souveraineté des îles. Le problème est finalement réglé en 1529 après une longue négociation par le traité de Saragosse qui attribue les Moluques au Portugal et les Philippines à l'Espagne. Des calculs ultérieurs montreront que les deux archipels se trouvent en fait en territoire portugais.
Entre 1525 et 1528, le Portugal envoie plusieurs expéditions dans les Moluques. Gomes de Sequeira (pt) et Diogo da Rocha sont envoyés au nord par le gouverneur de Ternate, Jorge de Meneses et sont les premiers Européens à atteindre les Îles Carolines qu'ils nomment « îles de Sequeira ». En 1526, Meneses accoste sur l'île de Waigeo en Nouvelle-Guinée. À partir de là, des historiens menés par l'Australien Kenneth McIntyre proposent une théorie selon laquelle les Portugais et en particulier Cristóvão de Mendonça seraient les premiers Européens à avoir atteint l'Australie.
En 1527, l'Espagnol Hernán Cortés organise une flotte pour découvrir de nouvelles terres dans la « mer du Sud » (l'océan Pacifique) et demande à son cousin Álvaro de Saavedra de la commander. Le 31 octobre 1527, Saavedra quitte la Nouvelle-Espagne (Mexique) et arrive en Nouvelle-Guinée. Un des navires atteint les Moluques en octobre 1528. Dans une tentative pour rejoindre la Nouvelle-Espagne, il est repoussé par les alizés venant du Nord-Est. Dans une nouvelle tentative, il découvre les îles de l'Amirauté et les îles Marshall mais ne parvient toujours pas à aller contre les alizés. La route entre les Philippines et le Mexique fut finalement découverte en 1565 par Andrés de Urdaneta.

## La conquête des empires amérindiens (1519-1532)
Des rumeurs d'îles inconnues au nord-ouest d'Hispaniola arrivent en Espagne et convainquent le roi Ferdinand II d'Aragon d'organiser de nouvelles explorations dans la zone. Tandis que les Portugais réalisent d'énormes bénéfices dans l'océan Indien, les Espagnols entreprennent d'explorer l'intérieur des terres pour découvrir de l'or et des ressources précieuses. Les membres de ces expéditions, les Conquistadores sont généralement des nobles peu fortunés d'Espagne, individualistes, mercenaires dans l'âme qui entendent s'enrichir dans les « Indes » alors qu'ils n'y parvenaient en Europe. Ils s'équipent à leurs propres frais en échange d'une part des profits. Leur organisation ressemble plus à celle d'une milice qu'à celle d'une véritable armée professionnelle.
Dans les Amériques, les Espagnols découvrent de puissants empires aussi vastes et peuplés que ceux d'Europe. La capitale de l'Empire aztèque, Tenochtitlan compte plus de 200 000 habitants. Pourtant, avec des troupes bien inférieures en nombre à celles des empires auxquels ils s'attaquent, les conquistadores parviennent à soumettre et à éliminer les plus puissants souverains, aidés par une supériorité technologique certaine, une détermination sans faille, des circonstances politiques exceptionnellement favorables et par la propagation de nombreuses maladies apportées par les Européens, qui déciment les habitants du Nouveau Monde pour qui elles sont complètement nouvelles (variole, grippe, typhus…). Une fois sa souveraineté établie, l'Espagne peut se concentrer sur l'extraction et l'exportation de l'or et de l'argent.
En 1512, pour récompenser Juan Ponce de León d'avoir exploré Porto Rico en 1508, le roi Ferdinand II lui demande de chercher de nouvelles terres dont il pourrait devenir le gouverneur. Avec trois navires et 200 hommes, León quitte Porto Rico en mars 1513 et arrive en Floride en avril. Il poursuit son voyage vers le nord et rencontre un puissant courant qui le ramène en arrière : première rencontre avec le Gulf Stream qui devient la principale route maritime de l'Amérique centrale vers l'Europe.

### Cortés et la Mésoamérique

Progression de Cortés à l'intérieur des terres (1519-1521).

En 1517, le gouverneur de Cuba, Diego Velázquez de Cuéllar organise une flotte sous le commandement de Francisco Hernández de Córdoba pour explorer la péninsule du Yucatán. Cependant, une fois à terre, l'expédition est massacrée par les Mayas et seule une partie de l'équipage parvient à rentrer à Cuba. Velázquez organise alors une nouvelle expédition menée par son neveu, Juan de Grijalva, qui longe les côtes de l'État de Tabasco et découvre l'Empire aztèque. En 1518, Velázquez donne à Hernán Cortés le commandement d'une expédition destinée à sécuriser l'intérieur des terres du Mexique mais craignant que le gouverneur n'annule la mission, Cortés quitte Cuba en février 1519 dans un acte de mutinerie. Avec 11 navires, 500 hommes, 13 chevaux et quelques canons, il accoste sur la côte du Yucatán dans le territoire maya qu'il revendique au nom de la couronne d'Espagne. Il remporte une victoire sur les indigènes et capture La Malinche qui deviendra sa maîtresse. Celle-ci parle le nahuatl (la langue aztèque) et le maya et connaît parfaitement les coutumes amérindiennes ce qui fait d'elle une interprète et une conseillère de très grande valeur. Grâce à elle, Cortés découvre la richesse de l'Empire aztèque.
En juillet, il fonde Veracruz sur la côte mexicaine qui devient le principal port sur l'Atlantique de la Nouvelle-Espagne. Cortés demande à plusieurs reprises à rencontrer l'empereur Aztèque Moctezuma II qui refuse à chaque fois. En octobre, Cortés marche vers la capitale Tenochtitlan et noue des alliances avec les tribus locales mécontentes de la domination aztèque. Soutenu par 3 000 Tlaxcaltèques, il entre dans Cholula, la deuxième plus grande ville de l'Empire. Soupçonnant une possible traîtrise des Aztèques, Cortès lance une attaque préventive et massacre plusieurs dizaines de milliers de personnes avant d'incendier la cité.

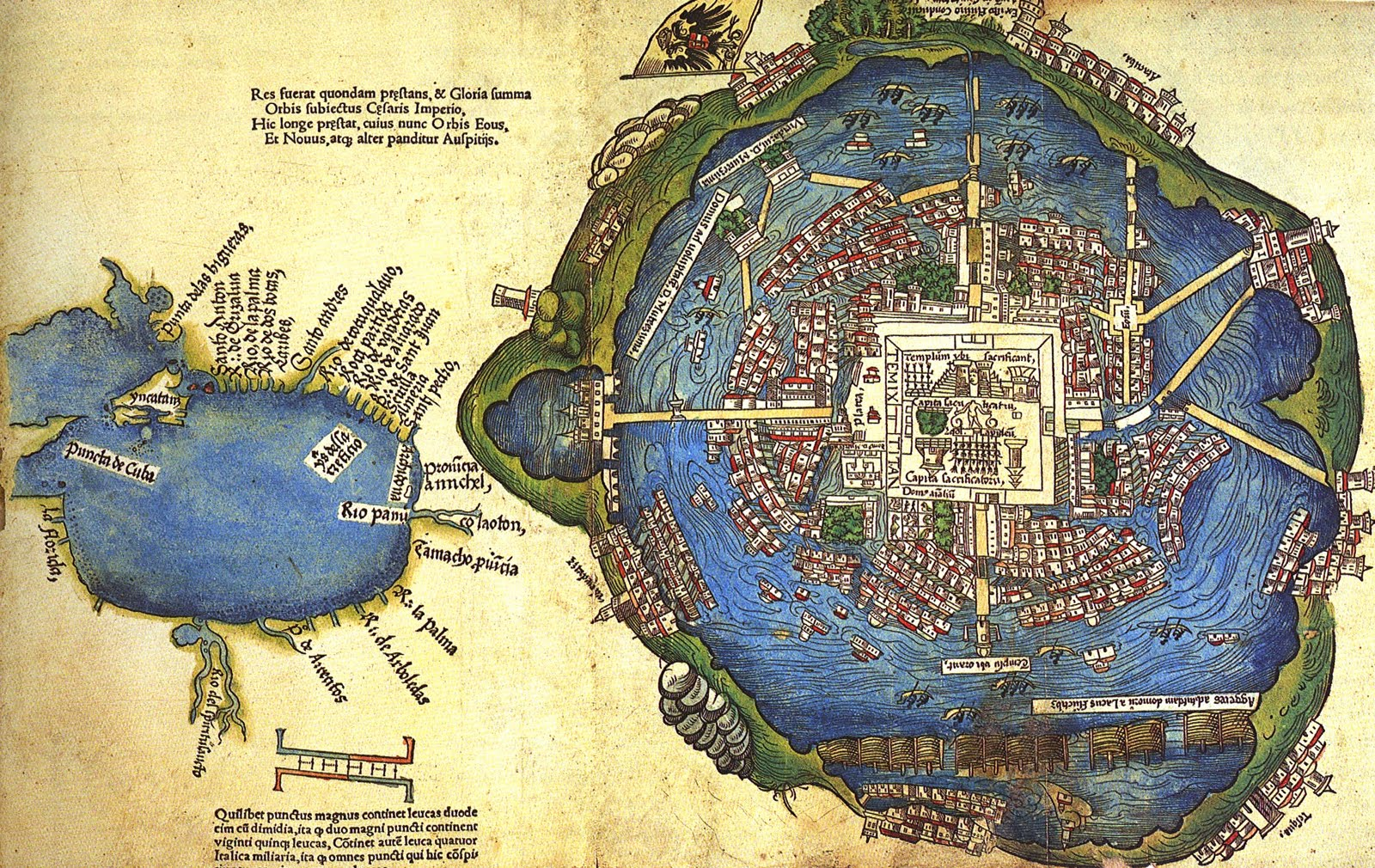
Carte de la ville insulaire de Tenochtitlan faite par un des hommes de Cortés en 1524.

Arrivant à Tenochtitlan le 8 novembre avec une puissante armée, Cortès est reçu avec tous les égards par Moctezuma II qui sans doute espérait mieux le connaître pour ensuite pouvoir l'écraser. L'empereur leur offre des cadeaux somptueux ce qui conforte les Espagnols dans l'idée que les Aztèques possèdent des quantités colossales d'or et mécontente la noblesse aztèque qui se méfie des Espagnols. Dans ses lettres à Charles V, Cortés raconte qu'il est considéré par les Aztèques comme un émissaire du dieu Quetzalcóatl ou Quetzalcóatl lui-même. Cependant, il apprend que des chefs mexicains ont attaqué Veracruz et il décide de prendre en otage Moctezuma II.
Dans le même temps, Velázquez lance une nouvelle expédition menée par Pánfilo de Narváez pour punir Cortés. Ce dernier laisse 200 hommes à Tenochtitlan et quitte la ville avec le reste de son armée pour affronter Narváez. Il sort victorieux de la bataille et convainc les vaincus de se joindre à lui. Cependant, craignant une révolte, l'un des lieutenants de Cortés à Tenochtitlan profite d'une fête aztèque pour massacrer l'aristocratie ce qui déclenche un soulèvement de la population. Cortès revient rapidement dans la ville et tente d'obtenir le soutien de Moctezuma II mais l'empereur est mort, probablement tué par ses sujets en colère contre sa trahison. Lors de la Noche Triste, les Espagnols parviennent à quitter la ville au prix de lourdes pertes. Après leur victoire inespérée lors de la bataille d'Otumba, les Espagnols arrivent à Tlaxcala. Profitant du soutien indéfectible des Tlaxcaltèques, Cortès peut repartir à l'assaut de Tenochtitlan qui tombe le 13 août 1521. Le dernier empereur Cuauhtémoc est capturé, torturé et exécuté en février 1525 mettant fin à l'Empire aztèque. La ville de Tenochtitlan devint Mexico, la capitale de la Vice-Royauté de Nouvelle-Espagne.

### Pizarro et l'empire inca

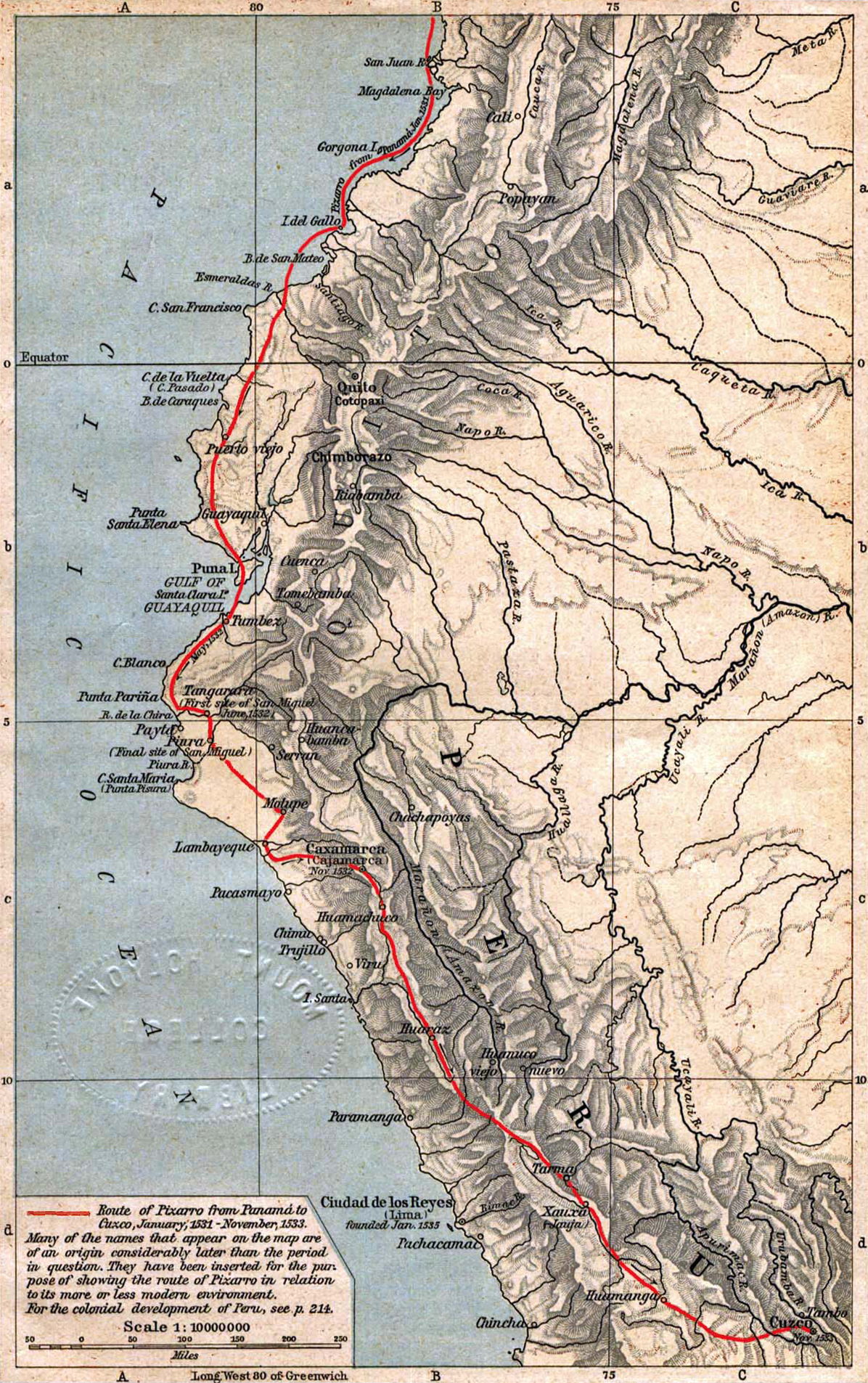
Progression de Francisco Pizarro durant la conquête du Pérou (1531-1533).

Une première tentative d'exploration de l'Ouest de l'Amérique du Sud est organisée par Pascual de Andagoya. Les indigènes lui ont parlé d'un territoire riche en or appelé « Pirú ». Ayant atteint le Río San Juan, Andagoya tombe malade et doit retourner au Panama, où il parle du « Pirú » comme étant le légendaire Eldorado. Cela ajouté aux succès d'Hernán Cortés retient l'attention de Pizarro.
Francisco Pizarro avait accompagné Balboa dans sa traversée de l'isthme de Panama. En 1524, il forme un partenariat avec le prêtre Hernando de Luque et le soldat Diego de Almagro pour explorer le sud, s'accordant pour partager les profits. En septembre 1524, la première des trois expéditions part pour conquérir le Pérou avec 80 hommes et 40 chevaux. C'est un désastre : Pizarro ne dépasse même pas la Colombie et doit reculer à cause du mauvais temps, de la faim et de l'hostilité des indigènes. Les noms de lieux le long de leur route, Puerto deseado (port désiré), Puerto del hambre (port de la faim) and Puerto quemado (port brûlé) témoignent de leurs difficultés. Deux ans plus tard, une nouvelle expédition est organisée malgré le manque d'enthousiasme du gouverneur du Panama. En août 1526, les 160 hommes et deux navires atteignent le Río San Juan puis se séparent, Pizarro reste sur place pour explorer les marécages de la côte et Almagro est envoyé en arrière pour chercher des renforts. Ayant dépassé l'Équateur, l'un des navires de Pizarre capture un radeau de la Région de Tumbes. Celui-ci transporte des tissus, de la céramique mais surtout de l'or, de l'argent et des émeraudes. Après l'arrivée des renforts, la progression continue et ils atteignent Atacames où vit une importante population sous contrôle inca mais celle-ci semble si dangereuse que les Espagnols rebroussent chemin.
Au printemps 1528, Pizarre retourne en Espagne où il rencontre l'empereur Charles Quint. Ce dernier écoute son récit et promet de le soutenir. La Capitulación de Toledo autorise Pizarro à conquérir le Pérou. Celui-ci convainc ses frères Hernando Pizarro, Juan Pizarro et Gonzalo Pizarro de le suivre ainsi que Francisco de Orellana qui explorera par la suite l'Amazone. La troisième et dernière expédition quitte Panama le 27 décembre 1530. Avec trois navires et 180 hommes, elle accoste au Pérou et découvre un empire inca déchiré par la guerre civile. Deux frères Huascar et Atahualpa s'affrontent pour accéder au trône. Pizarro propose à ce dernier de l'aider dans sa lutte contre son frère et une rencontre est organisée à Cajamarca. Malgré une supériorité numérique écrasante (7 000 Incas contre 200 Espagnols), Atahualpa est capturé. Apprenant que Huascar avait été capturé par ses armées et craignant que les Espagnols ne le libèrent, il fait exécuter son frère et devient ainsi le nouvel empereur inca. Pour obtenir sa libération, Atahualpa fait livrer plusieurs tonnes d'or et d'argent aux Espagnols. Voyant le pouvoir et la puissance du souverain, les Espagnols décident de l'exécuter le 29 août 1533 dans sa cellule.
En 1534, Pizarro envahit Cuzco et fonde la ville de Lima sur la côte péruvienne en janvier 1535. La conquête du pays ne fut achevée qu'en 1572 avec l'exécution du dernier Sapa Inca, Túpac Amaru.

## Nouvelles routes commerciales (1542-1565)

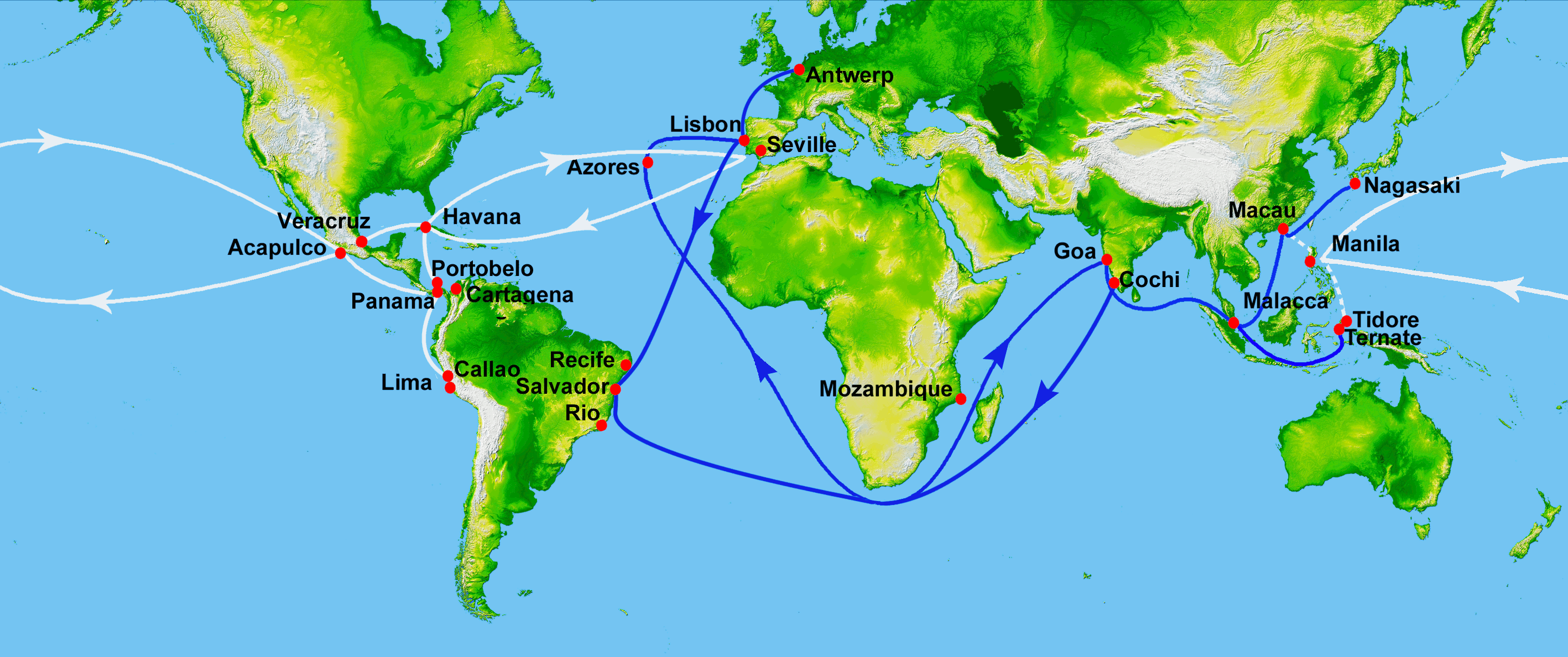
Routes commerciales de l'Empire portugais (en bleu) et celles de l'Empire espagnol avec le célèbre galion de Manille (en blanc).

En 1543, trois marchands Portugais deviennent accidentellement les premiers occidentaux à commercer au Japon. Selon Fernão Mendes Pinto qui déclare avoir participé à ce voyage, ils arrivent sur l'île de Tanega-shima où les habitants sont impressionnés par leurs arquebuses et commencent à les fabriquer sur une grande échelle.

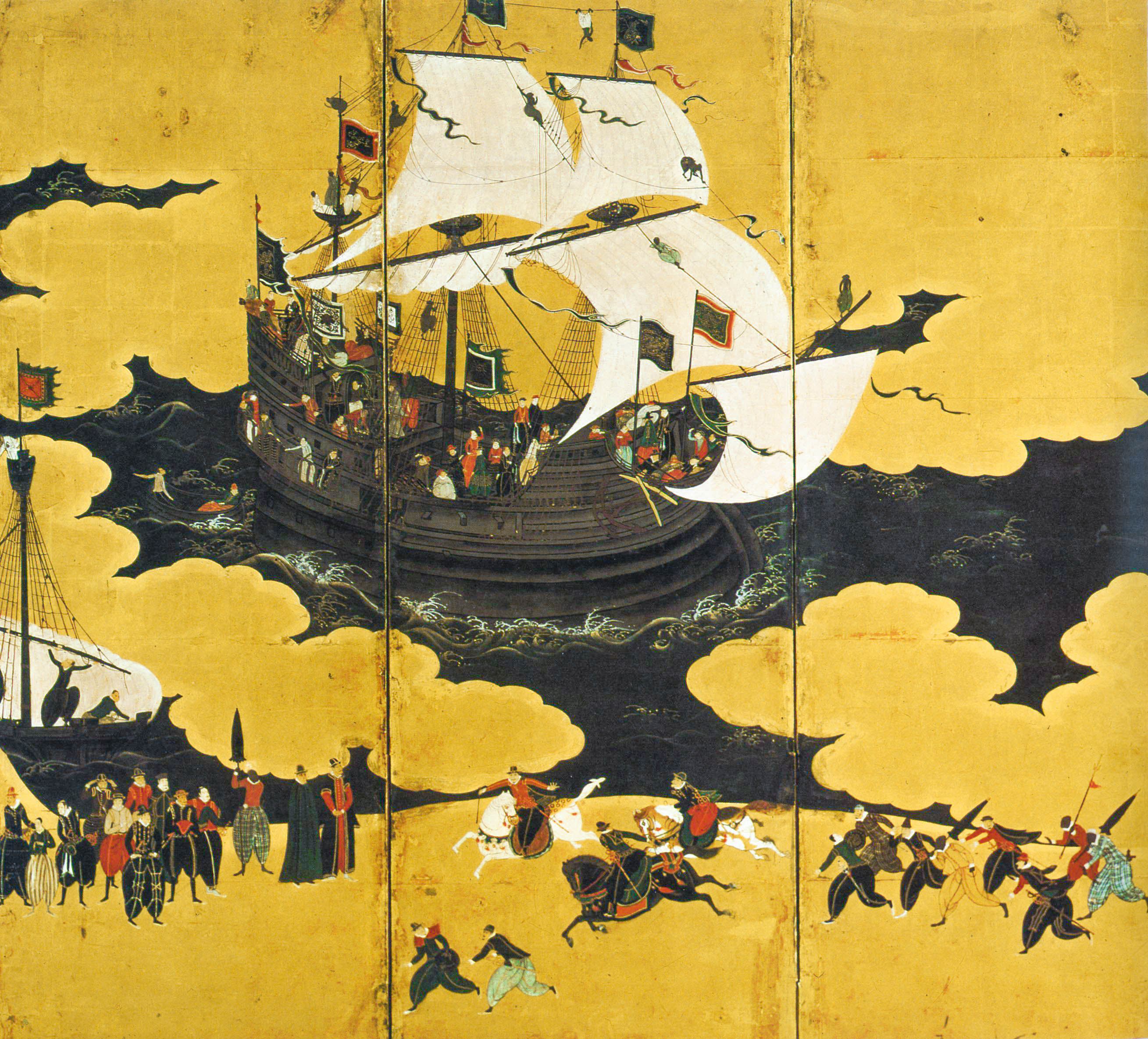
Caraque portugaise à Nagasaki, XVIe siècle.

La conquête des Philippines est ordonnée par Philippe II d'Espagne en 1564 qui désigne Andrés de Urdaneta pour la conduire. Urdaneta accepte d'accompagner l'expédition mais refuse le commandement au profit de Miguel López de Legazpi. Après avoir passé quelque temps sur les îles, Urdaneta est envoyé chercher une voie maritime pour retourner en Nouvelle-Espagne : il fait route vers l'île de Cebu mais doit remonter jusqu'au 38e parallèle nord pour obtenir des vents favorables.
Il suppose que les alizés du Pacifique font une gyre de la même manière que ceux de l'Atlantique. Il parvient ainsi à revenir jusqu'au cap Mendocino en Californie puis il longe la côte jusqu'au port d'Acapulco. Une route maritime est ainsi ouverte entre les Philippines et le Mexique : une fois par an, le galion de Manille, en réalité une flotte de plusieurs navires, fait l'aller-retour entre Acapulco et Manille pour amener les marchandises qui sont ensuite rapatriées en Europe à travers l'Atlantique.

## Implication de l'Europe du Nord (XVIesiècle)

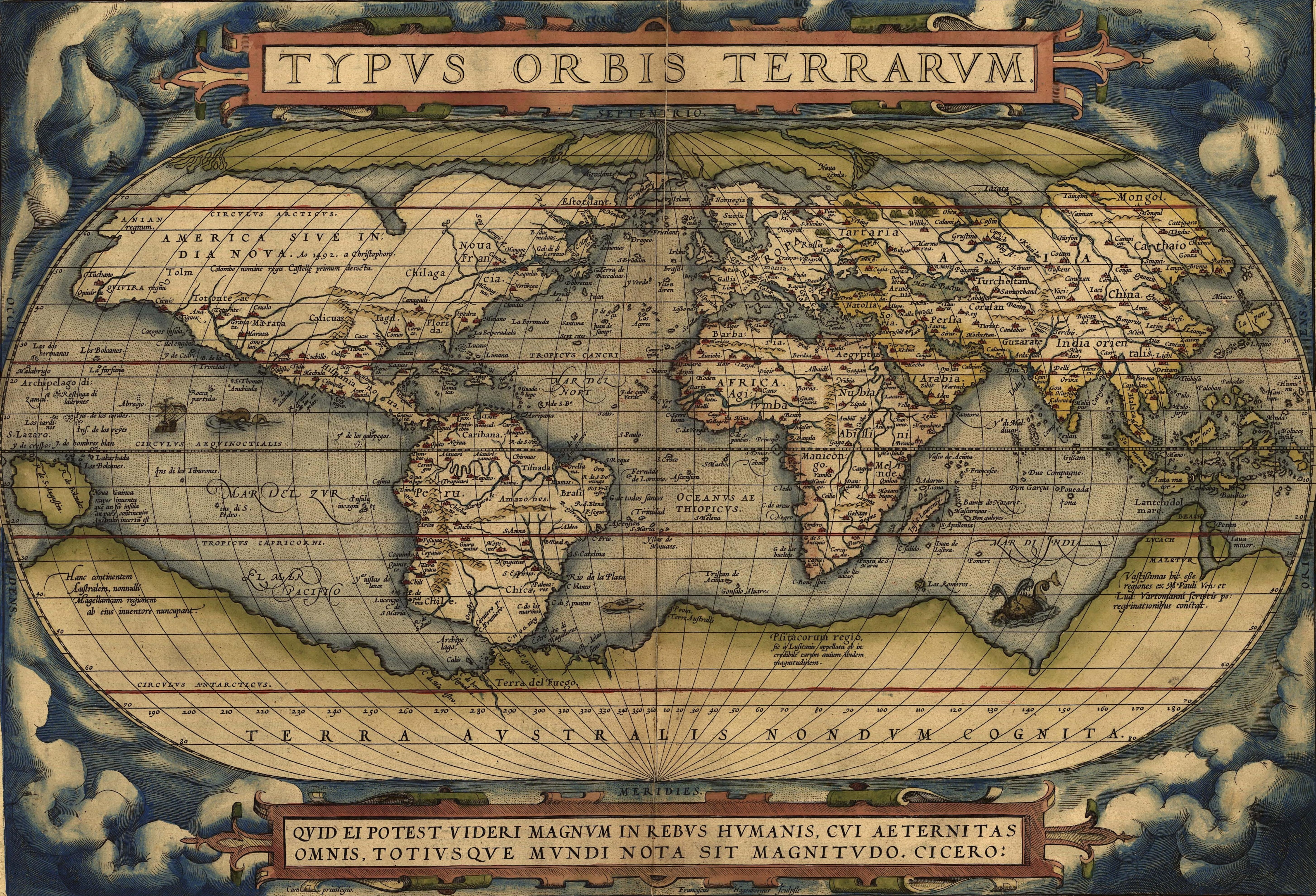
En 1570, Gilles Coppens de Diest à Anvers publia 53 cartes créées par Abraham Ortelius sous le titre Theatrum Orbis Terrarum qui est considéré comme étant le « premier atlas moderne ». On voit ici la carte du monde tirée de cet atlas.

Les nations hors de la péninsule Ibérique refusèrent de reconnaitre le traité de Tordesillas. La France, les Provinces-Unies (Pays-Bas) et l'Angleterre avaient chacune une longue tradition maritime et étaient engagées dans la « guerre de course ». Malgré les résistances ibériques, les nouvelles technologies et les cartes se répandirent vers le nord.
En 1568, les Hollandais se soulèvent contre Philippe II d'Espagne menant à la guerre de Quatre-Vingts Ans. La guerre entre l'Espagne et l'Angleterre éclate également. En 1580, Philippe II devient roi du Portugal et l'union ibérique ainsi créée devient l'État le plus puissant d'Europe. Les troupes de Philippe envahissent les importantes cités commerciales de Bruges et de Gand. Anvers, alors le port le plus important du monde tombe en 1585. La population protestante reçut l'ordre de quitter la ville et la plupart émigra à Amsterdam. Celle-ci était composée d'artisans expérimentés, de riches marchands et de réfugiés fuyant les persécutions religieuses comme les Juifs séfarades chassés d'Espagne et du Portugal puis plus tard les huguenots français. Les Pères pèlerins passèrent également du temps dans la ville avant de partir pour le Nouveau Monde. Cette intense immigration fut l'un des facteurs de l'expansion de la ville, d'un petit port en 1585, Amsterdam devint rapidement l'un des pôles financier et économique les plus importants au monde. Après la destruction de l'Invincible Armada en 1588, le commerce maritime connut une expansion fulgurante.
L'émergence de la puissance maritime hollandaise fut rapide et remarquable. Durant des années, les marins hollandais avaient participé aux voyages portugais vers l'est en tant que matelots et cartographes. En 1592, Cornelis de Houtman fut envoyé par des marchands hollandais de Lisbonne pour collecter le plus d'informations possibles sur les Moluques. En 1595, le marchand et explorateur Jan Huygen van Linschoten, qui avait navigué avec les Portugais dans l'océan Indien, publia un carnet de voyage à Amsterdam sous le titre de Reys-gheschrift vande navigatien der Portugaloysers in Orienten (Rapport de voyage sur la navigation portugaise dans l'Orient). Cet ouvrage incluait les routes maritimes permettant de naviguer entre le Portugal et les Indes Orientales. La même année, Houtman suivit ces indications pour réaliser le premier voyage d'exploration hollandais qui découvrit une nouvelle voie maritime traversant l'océan Indien directement depuis Madagascar jusqu'au détroit de la Sonde en Indonésie où il signa un traité avec le sultan de Banten.
Les premières compagnies à charte sont créées comme les Compagnies néerlandaise et anglaise des Indes orientales et la France, l'Angleterre et les Provinces-Unies commencent à s'attaquer au monopole portugais dans l'océan Indien.

### Exploration de l'Amérique du Nord

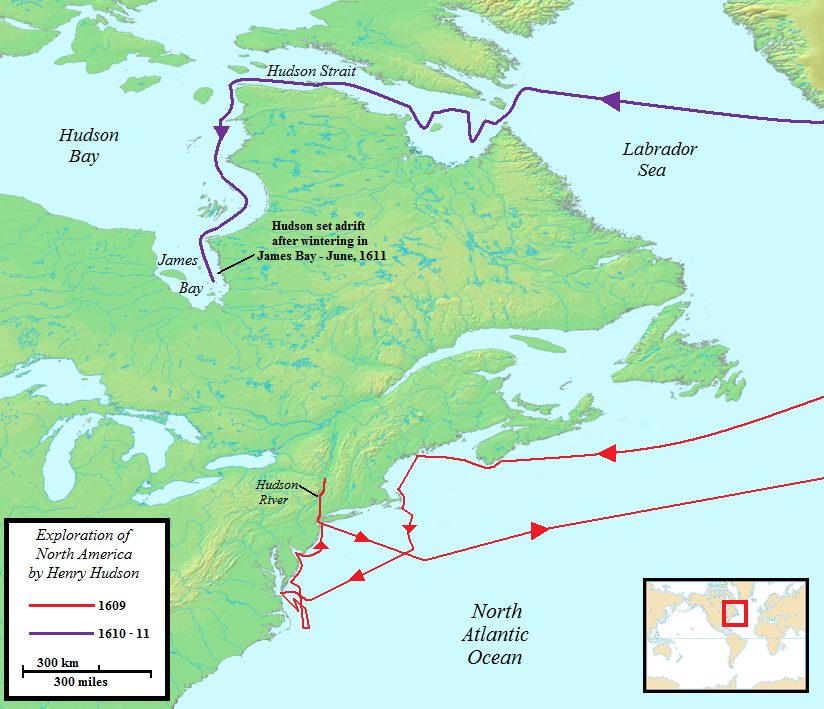
Carte des voyages d'Henry Hudson en Amérique du Nord entre 1609 et 1611 pour le compte de la Compagnie néerlandaise des Indes orientales (VOC).

L'expédition anglaise de 1497 menée par Jean Cabot fut la première d'une série de missions d'exploration de l'Amérique du Nord menées par la France et l'Angleterre. L'Espagne ne s'intéressa pas vraiment à ces territoires d'Amérique car ses ressources étaient concentrées en Amérique centrale et du Sud où la plus grande partie des richesses avaient été découvertes. Ces expéditions avaient pour but principal la découverte du passage du Nord-Ouest permettant un commerce plus rapide avec l'Asie. Celui-ci ne fut jamais découvert mais d'autres possibilités apparurent et au début du XVIIe siècle, des colonies de plusieurs pays européens commencèrent à s'implanter sur la côte est de l'Amérique du Nord.
En 1524, Giovanni da Verrazzano, un Florentin naviguant au service du roi François Ier de France, motivé par l'« insolence » de la division du monde entre les Portugais et les Espagnols, est le premier Européen à visiter la côte atlantique des actuels États-Unis, remontant la côte depuis la Caroline du Sud jusqu'en Nouvelle-Écosse. La même année, Estevão Gomes, un cartographe portugais qui avait navigué avec Magellan explore la Nouvelle-Écosse puis la côte du Maine jusqu'à l'estuaire de l'Hudson qui deviendra New York avant d'arriver en Floride en août 1525. En conséquence de cette expédition, la carte du monde de Diego Ribero de 1529 reproduit de manière presque parfaite la côte est de l'Amérique du Nord. De 1534 à 1536, l'explorateur français Jacques Cartier, qui avait peut-être participé aux missions de Verrazzano en Nouvelle-Écosse et au Brésil est le premier Européen à voyager à l'intérieur de l'Amérique du Nord en remontant le fleuve Saint-Laurent qu'il nomme « pays de Canada » d'après un nom iroquoien. Il revendique la région de l'actuel Québec au nom du roi de France François Ier,.

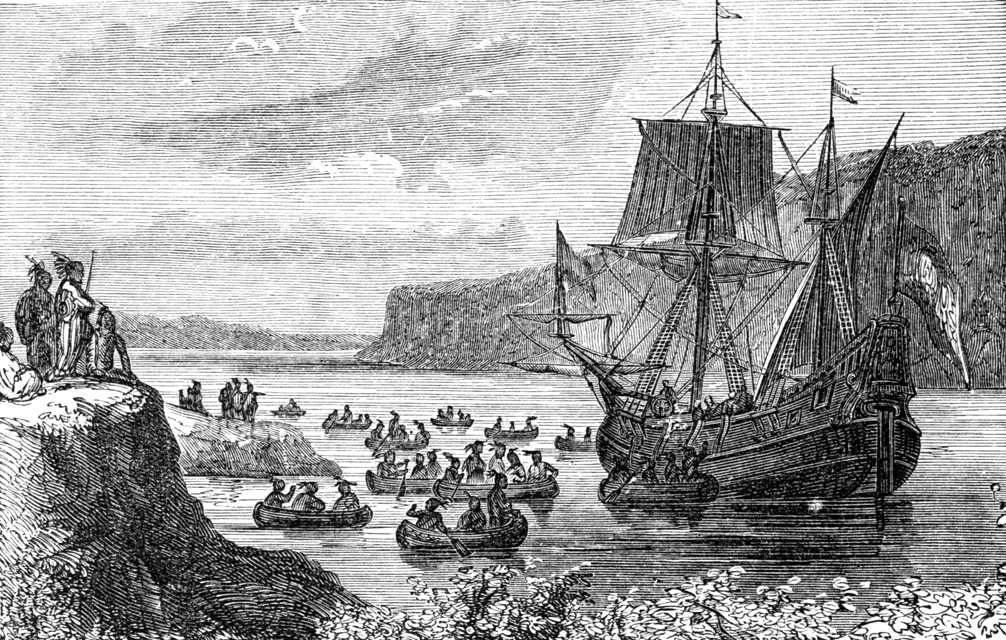
Le Halve Maen d'Henry Hudson sur le fleuve Hudson.

L'exploration de la côte ouest commença au milieu du XVIe siècle. En 1539, Francisco de Ulloa explore la côte pacifique de l'actuel Mexique dont le golfe de Californie prouvant que la Basse-Californie est une péninsule, malgré cette découverte, il faudra attendre le XVIIIe siècle pour que le mythe de l'Île de Californie ne disparaisse. Son journal fournit la première utilisation recensée du mot « Californie ». João Rodrigues Cabrilho, un navigateur portugais naviguant pour le compte de la couronne d'Espagne fut l'un des premiers Européens à poser le pied en Californie en débarquant en septembre 1542 dans la baie de San Diego. Il accosta également sur les îles du détroit au large de l'actuel Los Angeles et continua jusqu'à Point Reyes. Après sa mort de maladie, l'équipage continua au nord jusqu'à l'Oregon. À bord du Golden Hind, l'Anglais Francis Drake réalise la seconde circumnavigation du monde et explore la côte pacifique qu'il revendique sous le nom de Nouvelle-Albion.
Entre 1609 et 1611, Henry Hudson, après une série de voyages pour le compte de marchands anglais pour découvrir un passage du Nord-Est vers l'Inde, explore la région autour de l'actuelle ville de New York. Il remonte l'Hudson et pose les bases de la colonisation hollandaise de la région. La dernière expédition de Hudson le mène très au nord à la recherche du passage du Nord-Ouest menant à la découverte du détroit et de la baie d'Hudson. Après avoir passé l'hiver dans la baie James, Hudson tente de reprendre sa route vers le nord au printemps 1611 mais son équipage se mutine et Hudson est abandonné sur une chaloupe.

### Quête de la route du nord

Carte de l'Arctique réalisé par Willem Barentsz durant son troisième voyage en 1598.

La France, les Provinces-Unies et l'Angleterre ne disposent pas d'une route maritime vers l'Asie que ce soit par l'Afrique ou par l'Amérique du Sud. Lorsqu'il devient évident qu'un tel passage n'existe pas à travers le continent américain, l'attention se tourne vers un passage — dénommé le passage du Nord-Est — au-delà du cercle polaire arctique. Le désir d'établir une telle voie de communication motive l'exploration européenne sur les côtes russes. En Russie, le premier à lancer l'idée d'établir une voie maritime entre l'Atlantique et le Pacifique est le diplomate Dmitri Guerassimov en 1525, alors que les colons sur les côtes de la mer Blanche, les Pomors avaient déjà exploré une partie du territoire depuis le XIe siècle.
En 1553, les explorateurs anglais Hugh Willoughby et Richard Chancellor sont envoyés avec trois navires à la recherche du passage par la Company of Merchant Adventurers to New Lands. Durant le voyage à travers la mer de Norvège, les navires sont séparés par une tempête et Willoughby doit s'arrêter dans une baie près de l'actuelle frontière entre la Finlande et la Russie. Tout l'équipage dont Willoughby meurt de froid et le navire et le journal de bord sont retrouvés l'année suivante par un pêcheur russe. Richard Chancellor parvient à jeter l'ancre dans la mer Blanche et à se frayer un chemin jusqu'à Moscou et la cour du roi Ivan IV de Russie. Le pays s'ouvre au commerce et la Company of Merchant Adventurers devient la Compagnie de Moscovie.

#### L'exploration de Barentsz
Le 5 juin 1594, le cartographe Willem Barentsz quitte Texel aux Pays-Bas avec trois navires en direction de la mer de Kara avec l'espoir de trouver le passage du Nord-Est au-delà de la Sibérie. Sur l'île Williams, l'équipage rencontre pour la première fois un ours blanc et il parvient à le capturer pour le ramener en Hollande mais l'animal saccage le navire et doit être tué. Barentsz atteint la côte occidentale de la Nouvelle-Zemble et remonte l'île jusqu'à être bloqué par des icebergs. L'année suivante, Maurice de Nassau le met à la tête d'une nouvelle expédition de six navires chargé de marchandises destinées à être vendues en Chine. La flotte rencontre le peuple des Samis mais doit faire demi-tour car le détroit de Kara est gelé.

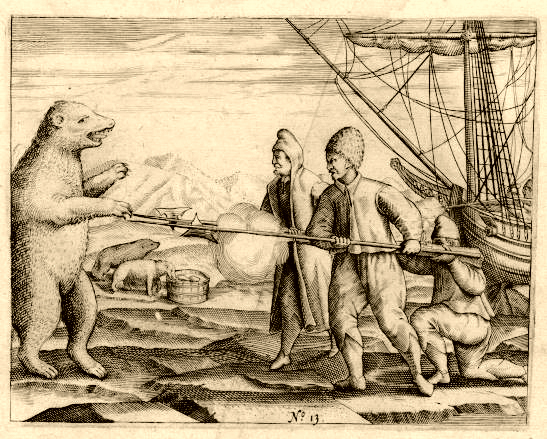
Équipage de Barentsz combattant un ours blanc.

En 1596, les États généraux du royaume des Pays-Bas annoncent qu'une grande récompense est offerte à celui qui naviguera « avec succès » le passage du Nord-Est. Le conseil municipal d'Amsterdam achète et équipe deux petits navires commandés par Jan Rijp et Jacob van Heemskerk pour trouver l'insaisissable passage sous le commandement de Barentsz. Ils partent en mai et en juin, la flotte découvre l'île aux Ours et le nord-ouest du Spitzberg. La flotte longe la côte de l'île Prins Karls Forland vers le sud et rejoint l'île aux Ours le 1er juillet ce qui provoque un désaccord. Barentsz veut contourner la Nouvelle-Zemble par le nord mais Rijp considère cela comme trop dangereux et refuse de le suivre. Barentsz atteint la Nouvelle-Zemble mais devient prisonnier des icebergs et de la banquise. Prisonniers, les 16 hommes d'équipage sont forcés de passer l'hiver sur place et ils démontent une partie du navire pour construire un abri de fortune et piègent les renards arctiques pour survivre. Au printemps suivant, la glace ne desserre pas son emprise sur le navire et les survivants atteints par le scorbut mettent deux chaloupes à la mer. Barentsz meurt le 20 juin 1597 et sept semaines sont nécessaires pour rejoindre Kola où l'équipage est secouru par un navire de pêche russe. 12 hommes rejoignent Amsterdam et deux membres d'équipage Jan Huygen van Linschoten et Gerrit de Veer publièrent leurs carnets sur ce voyage.
En 1608, Henry Hudson fait une nouvelle tentative en tentant de dépasser le sommet de la Russie mais doit faire demi-tour après la Nouvelle-Zemble.

### Australie et Nouvelle-Zélande

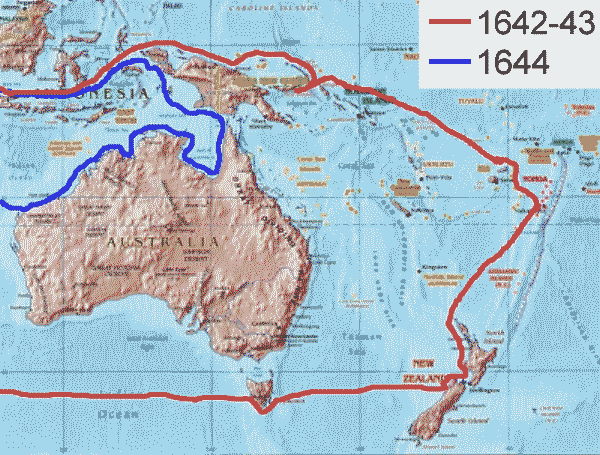
Les trajets des expéditions d'Abel Tasman en 1642 et 1644 en Nouvelle-Hollande (Australie) au service de la VOC (Compagnie néerlandaise des Indes orientales).

Terra Australis incognita (latin, « la terre australe inconnue ») est un hypothétique continent qui apparait sur les cartes européennes du XVe au XVIIIe siècle et dont les origines remontent à Aristote. Elle est représentée sur les cartes de Dieppe datant du milieu du XVIe siècle par une ligne côtière juste au sud des îles des Indes orientales, souvent dessinée avec de nombreux détails alors que personne ne l'a encore vue. Les découvertes réduisent la zone de l'emplacement présumé du « continent » ; cependant, de nombreux cartographes comme Gérard Mercator (1569) et Alexander Dalrymple (1767) invoquent l'hypothèse d'Aristote selon laquelle une grande masse de terres doit se trouver dans l'hémisphère Sud pour « faire contrepoids » aux masses terrestres connues de l'hémisphère Nord. Toutes nouvelles terres découvertes sont souvent rattachées à ce continent hypothétique.
L'Espagnol Juan Fernández naviguant depuis le Chili en 1576 prétend avoir découvert le continent austral (probablement la Nouvelle-Zélande) mais meurt avant d'avoir pu pousser plus avant ses recherches. Luis Váez de Torrès, un marin de Galice naviguant pour la couronne d'Espagne prouve l'existence d'un passage au sud de la Nouvelle-Guinée qui porte aujourd'hui son nom : le détroit de Torrès. Pedro Fernandes de Queirós, un Portugais naviguant pour l'Espagne aperçoit une grande île au sud de la Nouvelle-Guinée en 1606 qu'il nomme Australie et qu'il présente au roi d'Espagne comme la Terra Australis incognita.

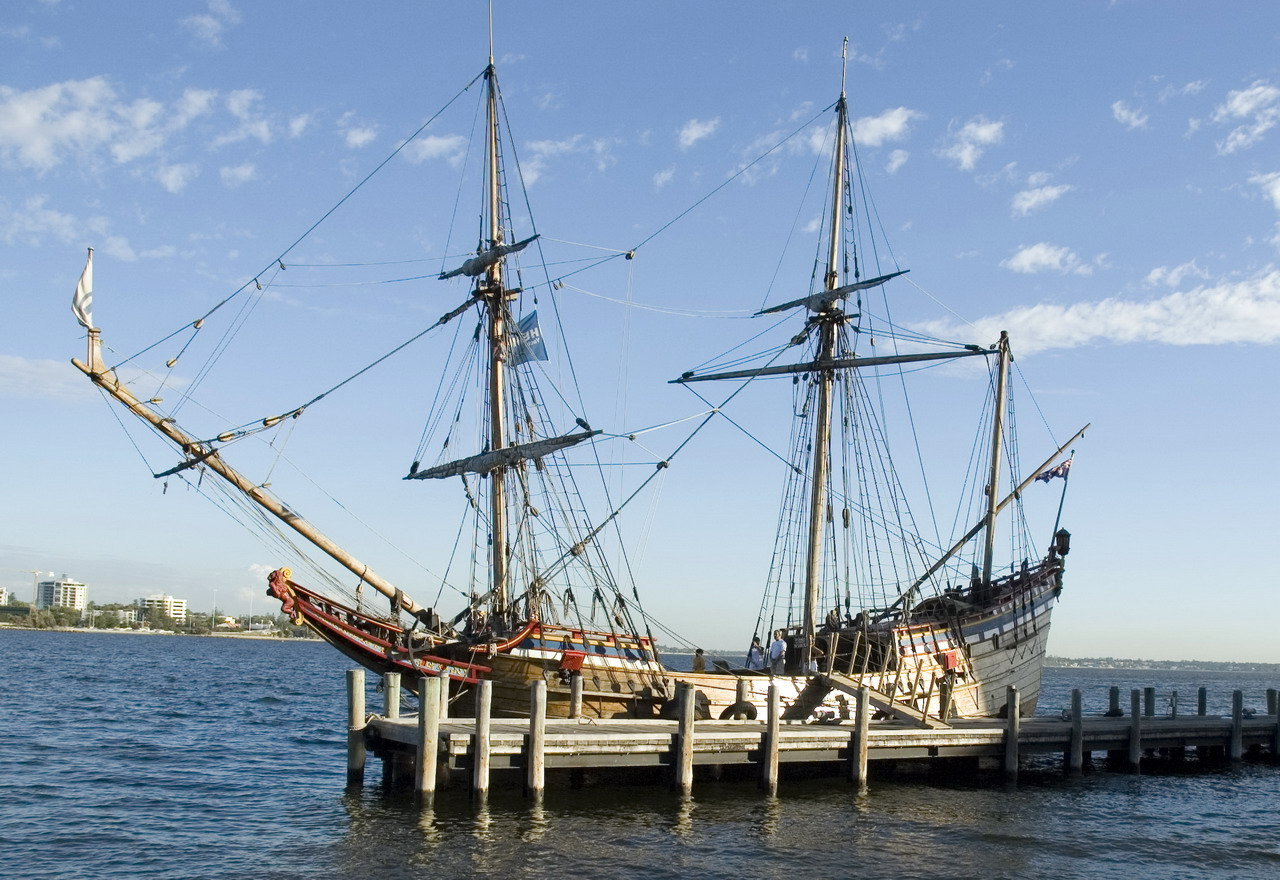
Réplique du Duyfken sur la Swan River en Australie.

Le marin hollandais et gouverneur colonial Willem Janszoon est le premier Européen connu à avoir vu la côte australienne. Janszoon part de Hollande en direction des Indes orientales en décembre 1603 à bord du Duyfken (« petite colombe »), un des douze navires de la grande flotte de Steven van der Hagen (nl). Une fois sur place, Janszoon est envoyé à la recherche de nouveau débouchés pour le commerce, particulièrement dans le « grand territoire de Nova Guinea et des autres terres orientales et australes ». En novembre 1605, le Duyfken quitte Banten pour la côte occidentale de la Nouvelle-Guinée. Janszoon traverse ensuite l'extrémité orientale de la mer d'Arafura jusque dans le golfe de Carpentarie sans approcher le détroit de Torrès. En février 1606, il accoste à l'embouchure de la Pennefather River sur la côte occidentale de la péninsule du cap York dans le Queensland. Janszoon cartographie 320 km de côtes qu'il pense être l'extrémité sud de la Nouvelle-Guinée. En 1615, Jacob Le Maire et Willem Schouten contournent le cap Horn prouvant que la Terre de Feu est une petite île.
En 1642-1644, Abel Tasman, un explorateur et marchand hollandais au service de la VOC fait le tour de la Nouvelle-Hollande prouvant que l'Australie n'est pas une partie du mythique continent austral. Il est le premier Européen à atteindre la Tasmanie et la Nouvelle-Zélande puis les îles Fidji en 1643. Tasman, son navigateur Visscher et le marchand Gilsemans cartographient d'importantes zones de l'Australie, de la Nouvelle-Zélande et des îles du Pacifique.

## Exploration russe de la Sibérie (1581-1660)

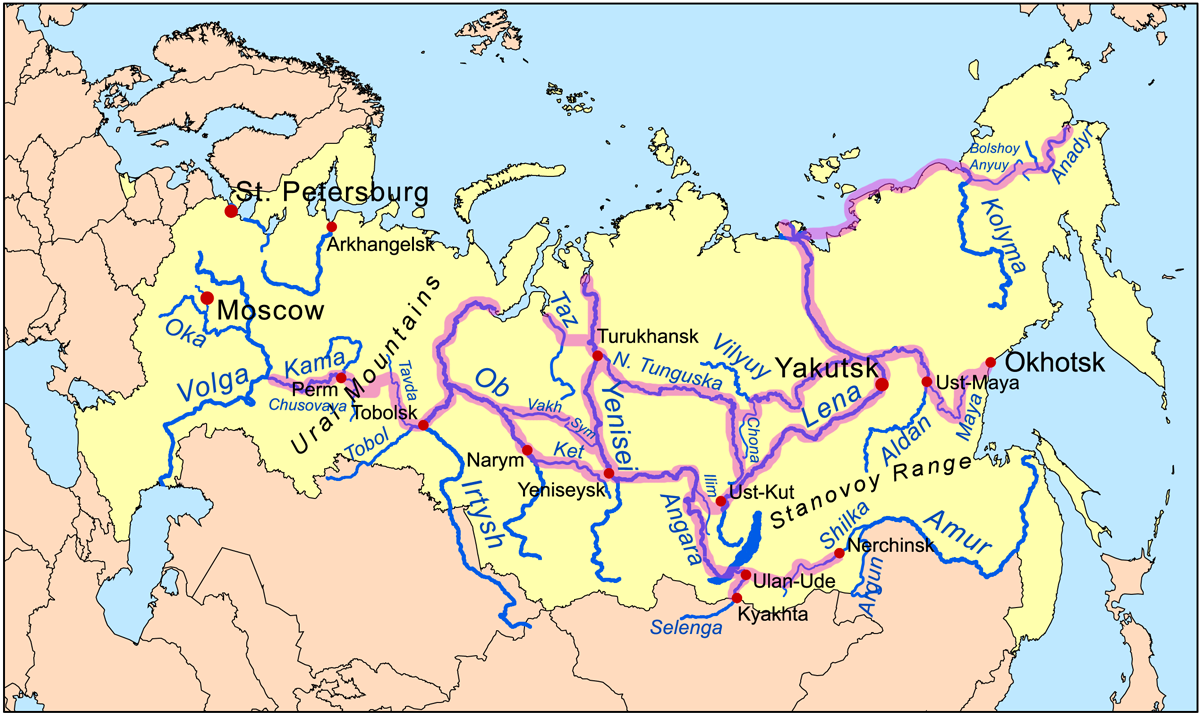
Les voies navigables de Sibérie furent d'une importance capitale dans le processus d'exploration de la Russie et de conquête de la Sibérie.

Au cours de la moitié du XVIe siècle, le tsarat de Russie envahit les Khanat de Kazan et d'Astrakhan, annexant ainsi toute la région de la Volga et ouvrant la voie des montagnes de l'Oural. De même que l'exploration et la colonisation de l'Amérique, la colonisation des territoires orientaux est animée par de riches marchands comme les Stroganoff avec le soutien d'aventuriers comme les cosaques. Le tsar Ivan IV de Russie offre de vastes territoires exempts de taxes à Anikey Stroganoff qui organise l'émigration à grande échelle vers ces territoires. Stroganoff développe l'agriculture, la chasse, la production de sel, la pêche et l'exploitation minière dans l'Oural ainsi que le commerce avec les tribus sibériennes.

### Conquête du Khanat de Sibir

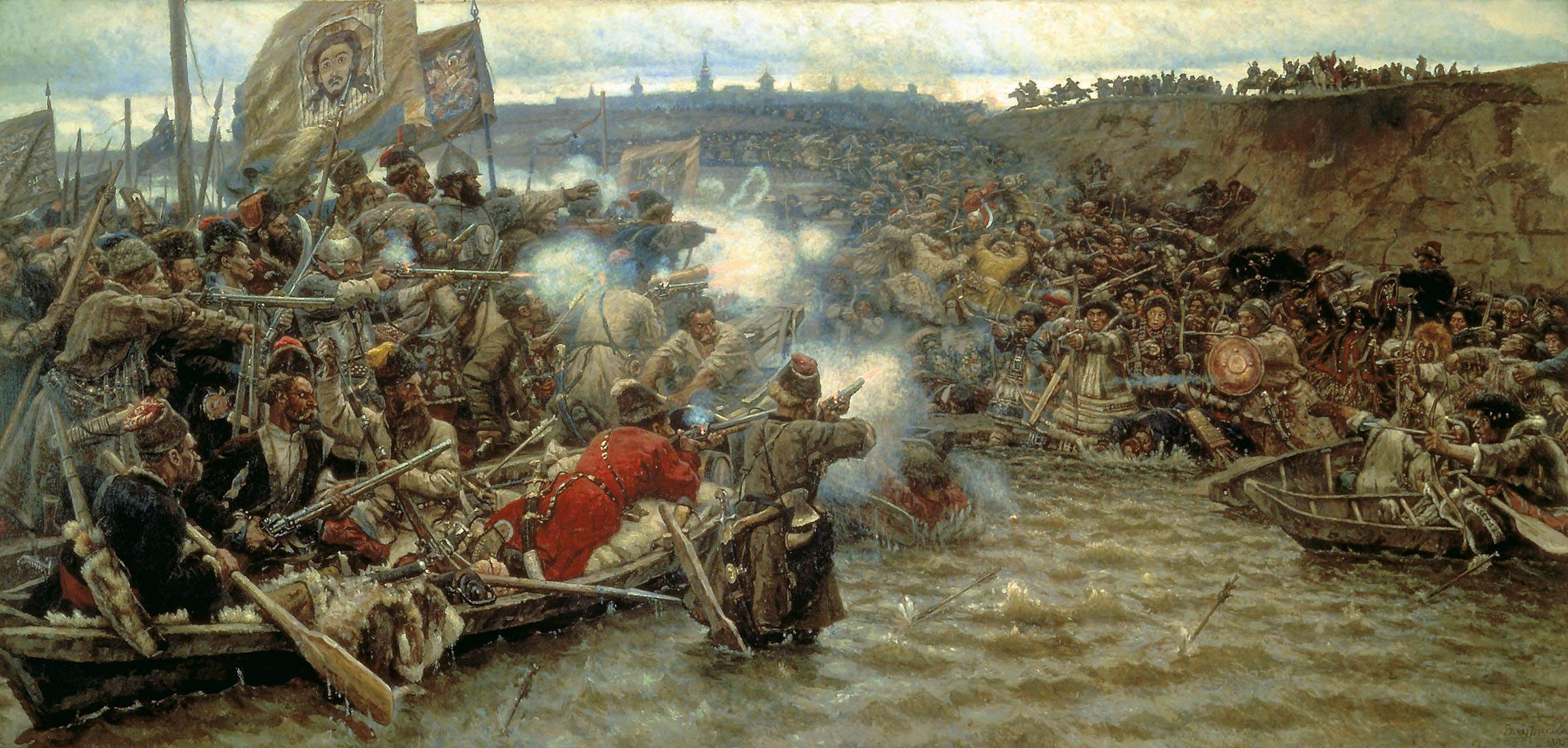
La Conquête de la Sibérie par Yermak, tableau de Vassili Sourikov (1895).

Vers 1578, Semyon Stroganoff et les autres fils d'Anikey Stroganoff engagent un chef cosaque appelé Yermak pour protéger leurs terres des attaques du Khan de Sibir Kuchum. À partir de 1580, Stroganoff et Yermak mettent en place une opération militaire pour chasser Kuchum. En 1581, Yermak commence son voyage dans les profondeurs de la Sibérie. Après quelques victoires mineures, Yermak écrase les armées de Kuchum lors de la bataille du Cap Chuvash près de l'actuel Perm en 1582. Les restes de l'armée du khan retraitent à travers la steppe et Yermak capture la capitale du Khanat, Qashliq près de l'actuel Tobolsk. Cependant Kuchum reste puissant et attaque Yermak par surprise. Ce dernier est blessé et se noie sous le poids de sa cotte de mailles en voulant traverser la Vagaï, un affluent de l'Irtych. Les cosaques doivent quitter la Sibérie mais grâce à l'exploration des principales voies navigables, les Russes peuvent revenir quelques années plus tard pour imposer leur domination.

### Voies navigables de Sibérie
Au début du XVIIe siècle, l'expansion russe vers la Sibérie est ralentie par des problèmes internes liés à la période des troubles. Cependant, l'exploration et la colonisation des immenses territoires sibériens reprend menée par les cosaques à la recherche de précieuses fourrures et d'ivoire. Tandis que les cosaques viennent du sud de l'Oural, une autre vague de Russes provient de l'océan Arctique. Il s'agit des Pomors issus de la Région du Nord qui commercent déjà avec la ville de Mangazeïa depuis longtemps. En 1607, le village de Touroukhansk est fondé sur l'Ienisseï près de l'embouchure de la Toungouska Inférieure et en 1619, la forteresse de Ienisseïsk est construite au confluent de l'Ienisseï et de l'Angara.
Entre 1620 et 1624, un groupe de trappeurs mené par Demid Pianda quitte Touroukhansk et remonte la Toungouska Inférieure sur 2 300 km, hivernant près de la Viliouï et de la Léna. Il est le premier russe à rencontrer les Iakoutes et les Bouriates et explore la région de Sakha. Il montre que l'Angara et la Toungouska supérieure forment une seule et même rivière.
En 1627, Piotr Beketov est nommé voïvode de l'Ienisseï et il réalise avec succès un voyage destiné à collecter les impôts des Bouriates de Transbaïkalie. Il est alors le premier russe à pénétrer en Bouriatie et il y fonde le premier village russe, Rybinsky. Beketov est ensuite envoyé explorer la Léna en 1631 et fonde Iakoutsk l'année suivante. Ses cosaques remontent l'Aldan pour construire des forteresses et collecter les impôts.
Iakoutsk devient rapidement le point de départ principal des expéditions russes vers l'est, le sud et le nord. Maksim Perfilyev, qui avait été l'un des fondateurs de Ienisseïsk, fonde Bratsk le long de l'Angara en 1631 et en 1638, il est le premier russe à entrer en Transbaïkalie en venant de Iakoutsk,. En 1643, Kourbat Ivanov mène un groupe de cosaques depuis Iakoutsk vers le sud des Monts Baïkal, découvre le lac Baïkal et visite l'île d'Olkhon. Par la suite, Ivanov fit la première carte et la première description du lac.

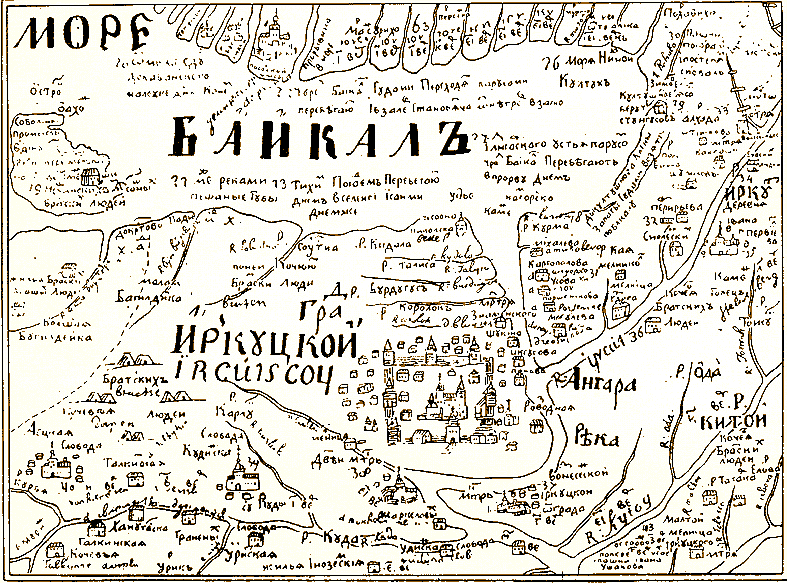
Une carte de la région d'Irkoutsk et du lac Baïkal dans l'une des chroniques de Semyon Remezov.

### Les Russes atteignent le Pacifique
En 1639, un groupe d'explorateurs mené par Ivan Moskvitine deviennent les premiers Russes à atteindre l'océan Pacifique et découvrent la mer d'Okhotsk. Les cosaques apprennent des populations locales que le large fleuve Amour coule bien plus au sud. En 1640, ils arrivent à l'embouchure du fleuve et découvrent probablement les îles Chantar sur le chemin vers le sud. Basé sur le rapport de Moskvitine, Kurbat Ivanov réalise la première carte de l'Extrême-Orient russe en 1642.
En 1643, Vassili Poïarkov franchit les Monts Stanovoï et atteint la rivière Zeïa dans le pays des Daur qui payent un tribut à la dynastie chinoise des Qing. Après l'hiver, Poïarkov atteint le fleuve Amour qu'il descend jusqu'à l'embouchure. Comme ses cosaques s'étaient attirés l'hostilité des populations locales, Poïarkov décide de prendre une autre route pour le retour et construit des bateaux qui lui permettent de remonter le long des côtes de la mer d'Okhotsk avant de revenir finalement à Iakoutsk en 1646.

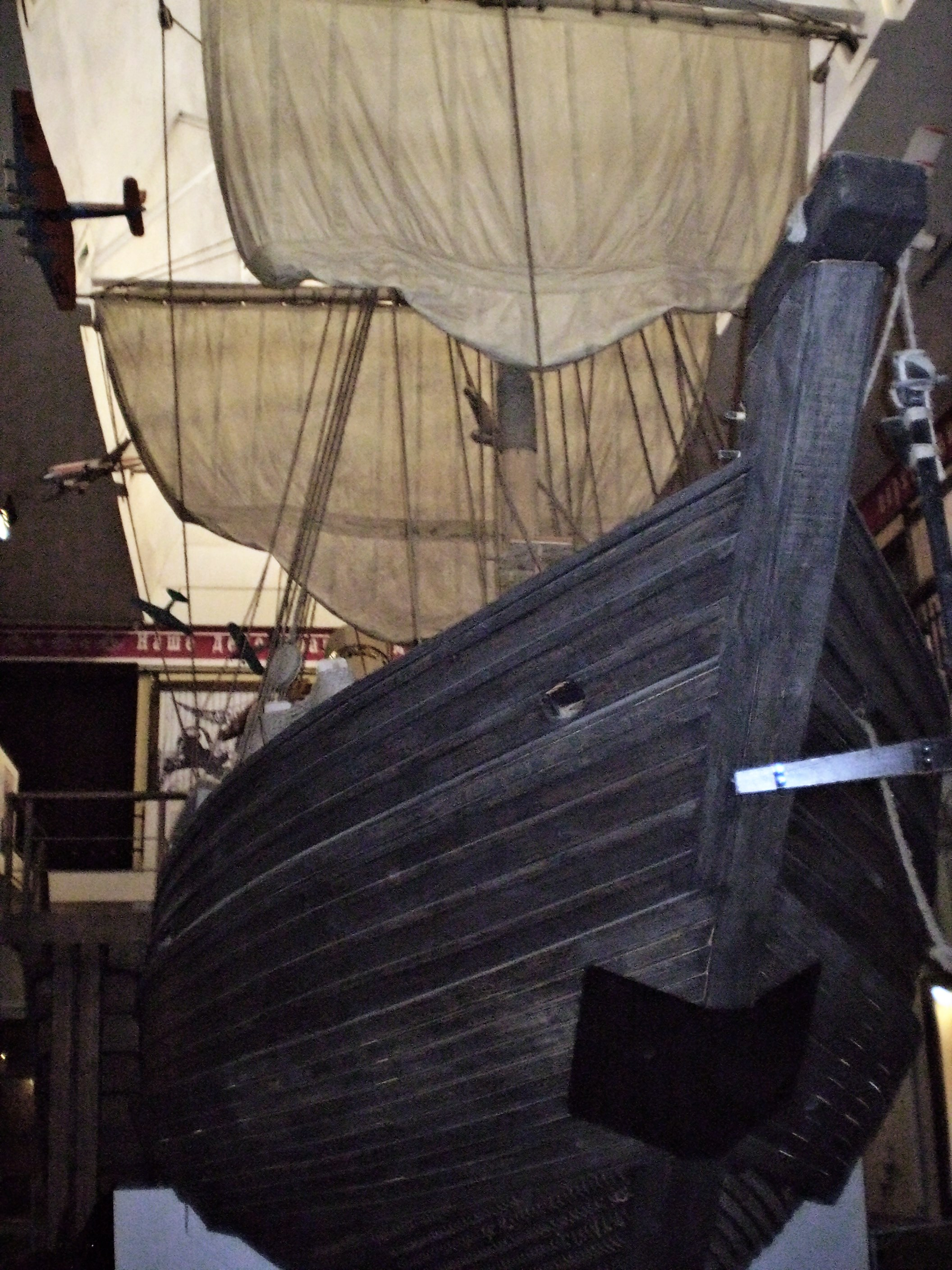
Un kotch du XVIIe siècle dans un musée de Krasnoïarsk. Ces navires étaient les premiers brise-glaces et étaient utilisés par les Russes sur les rivières de Sibérie et dans l'Arctique.

En 1644, Mikhaïl Stadoukhine découvre le fleuve Kolyma et fonde Srednekolymsk. Un marchand nommé Fedot Alekseyev Popov organise une expédition encore plus vers l'est et Simon Dejnev devient capitaine de l'un des koch. L'expédition part de Srednekolymsk en direction de l'Arctique et dépasse le cap Dejnev devenant la première à franchir le détroit de Béring et à arriver dans la Péninsule Tchouktche et dans la mer de Béring. Tous les navires et presque tous les hommes dont Popov sont perdus dans des tempêtes ou lors d'affrontements avec les locaux. Un petit groupe mené par Dejnev atteint l'embouchure de l'Anadyr et est secouru par Stadoukhine venant de l'est par la terre. Ce dernier poursuit l'exploration des côtes nord de la mer d'Okhotsk
En 1649, Ierofeï Khabarov explore le bassin de l'Amour et revient avec une plus grande expédition en 1652. Cette fois, il rencontre une opposition armée de la part des Mandchous. Il passe l'hiver à Albazin puis descend l'Amour et fonde Achansk à proximité de l'actuel Khabarovsk. Il affronte les armées daouriennes, mandchoues, chinoises et même coréennes. Par la suite, les Russes contrôlèrent la région de l'Amour jusqu'en 1689 lorsque le traité de Nertchinsk attribua ce territoire à la Dynastie Qing (la Russie récupérera cette zone lors du traité d'Aigun en 1858).
Au début des années 1660, Kurbat Ivanov retourne explorer la Péninsule Tchouktche et rédige la première carte du détroit de Béring où apparait l'île Wrangel, les îles Diomède et l'Alaska encore inconnus à l'époque en se basant sur les informations collectées chez les Tchouktches.
Ainsi, au milieu du XVIIe siècle, les Russes avaient exploré la quasi-totalité de la Sibérie à l'exception de l'Est de la péninsule de Kamtchatka et de certaines régions au-delà du cercle arctique. La conquête du Kamtchatka fut terminée au début des années 1700 par Vladimir Atlassov tandis que l'exploration de l'Alaska et de la côte arctique sera finalisée par la grande expédition du Nord menée par Vitus Béring qui mit fin au rêve du passage du Nord-Est entre 1733 et 1743.

## Impact global

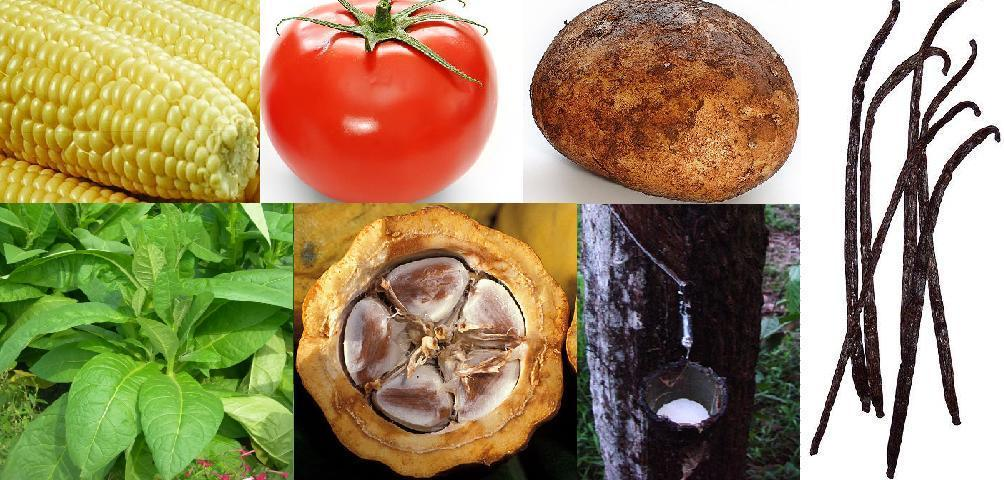
Plantes du Nouveau Monde En haut à gauche : 1. Maïs 2. Tomate 3. Pomme de terre 4. Vanille 5. caoutchouc (issu de l'hévéa) 6. Cacao 7. Tabac

L'expansion outremer de l'Europe met en contact le Nouveau et l'Ancien Monde et débouche sur l'échange colombien impliquant le transfert de produits inexistants dans l'autre Monde. Les Européens apportent les bovins, les chevaux et les moutons dans le Nouveau Monde. Ils y découvrent notamment le tabac, les pommes de terre et le maïs. D'autres produits jouent un rôle majeur dans le développement du commerce mondial comme la canne à sucre, le coton, l'argent et l'or qui sont rapatriés non seulement en Europe mais également dans tout l'Ancien Monde.
Les nouveaux liens transocéaniques et leur domination par les Européens mènent à l'impérialisme. Ces derniers finissent par dominer la plus grande partie de la planète. Les appétits européens pour le commerce, les marchandises précieuses et cette domination affectent dramatiquement les autres régions du monde. L'Espagne mène une politique de destruction violente des empires amérindiens pour substituer son pouvoir aux leurs. Les autres nations suivent la même voie et anéantissent de nombreuses cultures à travers le monde en supprimant les rituels païens, en imposant le christianisme, de nouvelles langues et de nouvelles organisations culturelles et sociales. Dans de nombreuses régions comme l'Amérique du Nord, l'Australie, la Nouvelle-Zélande ou l'Argentine, les populations autochtones sont brutalisées et chassées de leurs terres avant d'être réduites au statut de minorités dépendantes.

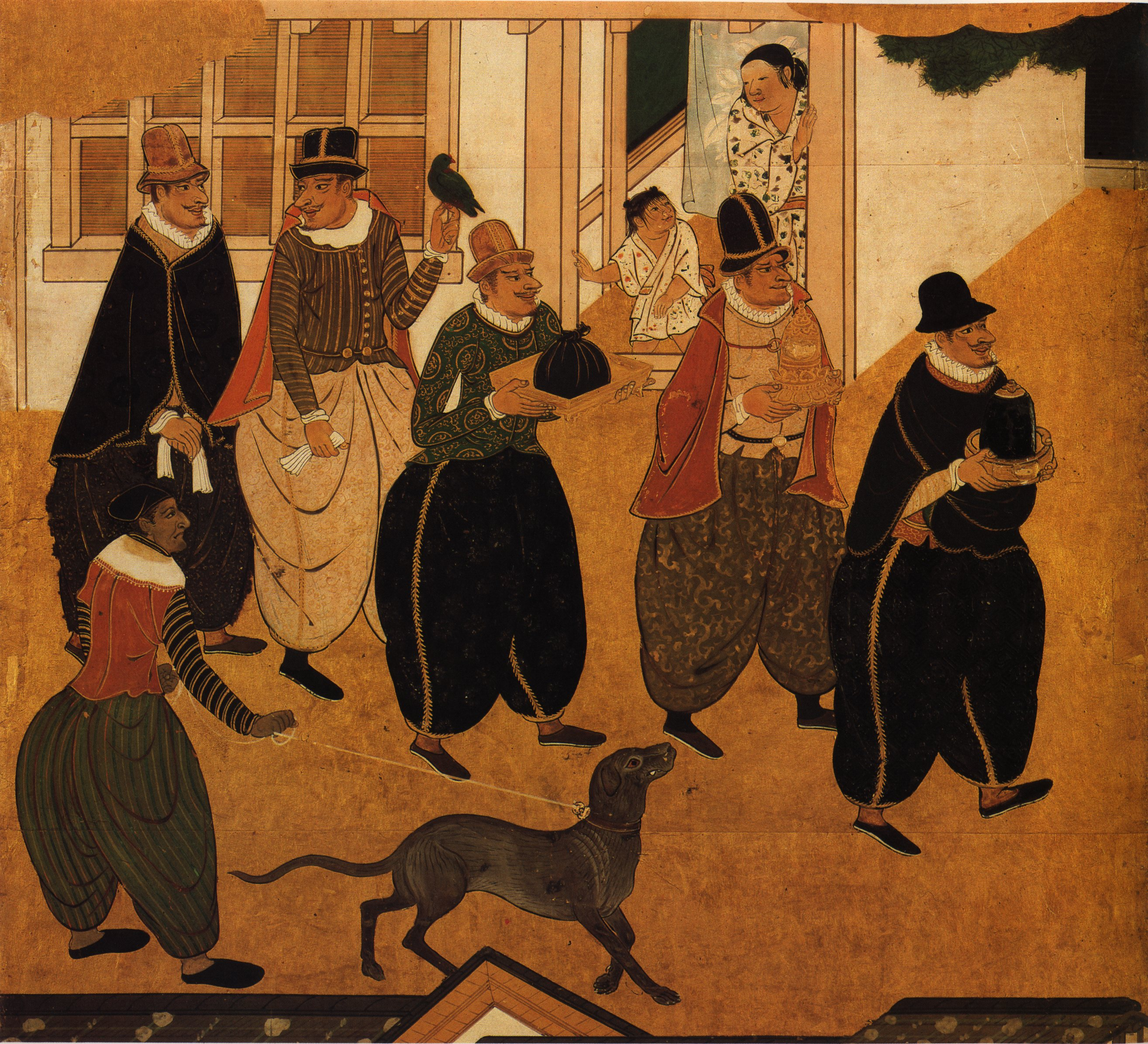
Un Nanbanjin portugais arrive au Japon à la surprise des locaux, détail d'une peinture de l'époque Nanban vers 1600.

Parallèlement, en Afrique de l'Ouest, les États locaux échangent des esclaves destinés aux plantations européennes de l'autre côté de l'Atlantique. Cette traite négrière change profondément la nature des sociétés et bouleverse les économies locales (voir commerce triangulaire).
Les peuples amérindiens sont probablement ceux qui ont le plus souffert de l'expansion européenne car l'on estime qu'entre 50 et 90 % de leur population est décimée, par le travail forcé, les déportations, les guerres de conquête menées et, la majeure partie, par les maladies « nouvelles » dont les européens sont porteurs. Avant même leur première rencontre avec les Européens, certains peuples avaient déjà été anéantis.
Au cours du XVIe siècle, l'économie chinoise sous la dynastie Ming est stimulée par le commerce avec les Portugais, les Espagnols et les Hollandais. La Chine est impliquée dans le nouveau commerce mondial de marchandises, de plantes et d'animaux connu sous le nom d'échange colombien. Le commerce avec l'Europe apporte des quantités importantes de capitaux. Cependant, le pays ne parvient pas à développer une économie capitaliste sur le modèle européen permettant l'apparition d'une bourgeoisie composée de marchands capable d'organiser le commerce maritime international et la colonisation des nouveaux territoires. La baisse des revenus commerciaux, les effets du petit Âge glaciaire sur l'agriculture, les épidémies, la menace des nomades mongols et le soulèvement de Li Zicheng entraînent le long déclin de la Chine qui se poursuivra jusqu'au XXe siècle.

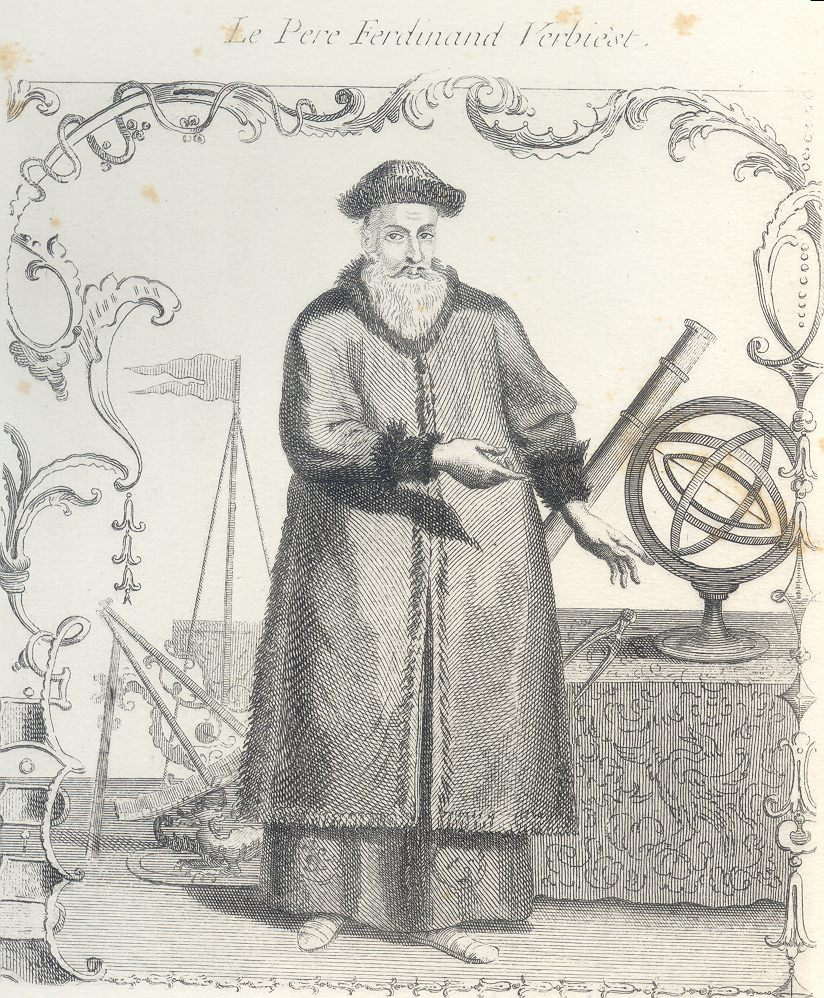
L'astronome flamand Ferdinand Verbiest (1623-1688). Les astronomes chinois collaborent avec les jésuites qui font connaitre la conception copernicienne d'Europe.

Les plantes rapportées des Amériques par les colons espagnols au XVIe siècle participent à l'accroissement de la population en Asie. Même si le gros des importations chinoises est composé d'argent, les Chinois achètent des plantes comme la patate douce, le maïs ou les arachides. Celles-ci peuvent être cultivées dans des zones où les cultures traditionnelles, le riz, le blé ou le millet ne poussent pas,. La patate douce, en particulier, devient l'un des aliments de base de la population chinoise et conduit à son doublement entre le XVe et le XVIe siècle.
Le jésuite italien Matteo Ricci (1552-1610) est le premier Européen à pouvoir visiter la Cité interdite de Pékin où il traduit les textes chinois en latin et inversement. Il travaille en étroite collaboration avec le mathématicien Xu Guangqi (1562-1633).
L'arrivée des Portugais au Japon en 1543 marque le début de l'époque du commerce Nanban au cours de laquelle les Japonais adoptent de nombreuses technologies et pratiques culturelles occidentales comme l'arquebuse, des armures et les navires de style européen, le christianisme et les arts décoratifs. Après que la Chine a interdit le commerce direct entre les marchands chinois et le Japon, les Portugais servent d'intermédiaire entre les deux pays. Ils achètent la soie chinoise et l'échangent contre l'argent japonais. Cependant, après l'établissement d'une base commerciale espagnole à Manille, l'argent produit en Amérique remplace celui produit au Japon dans les achats chinois.

### Impact économique en Europe

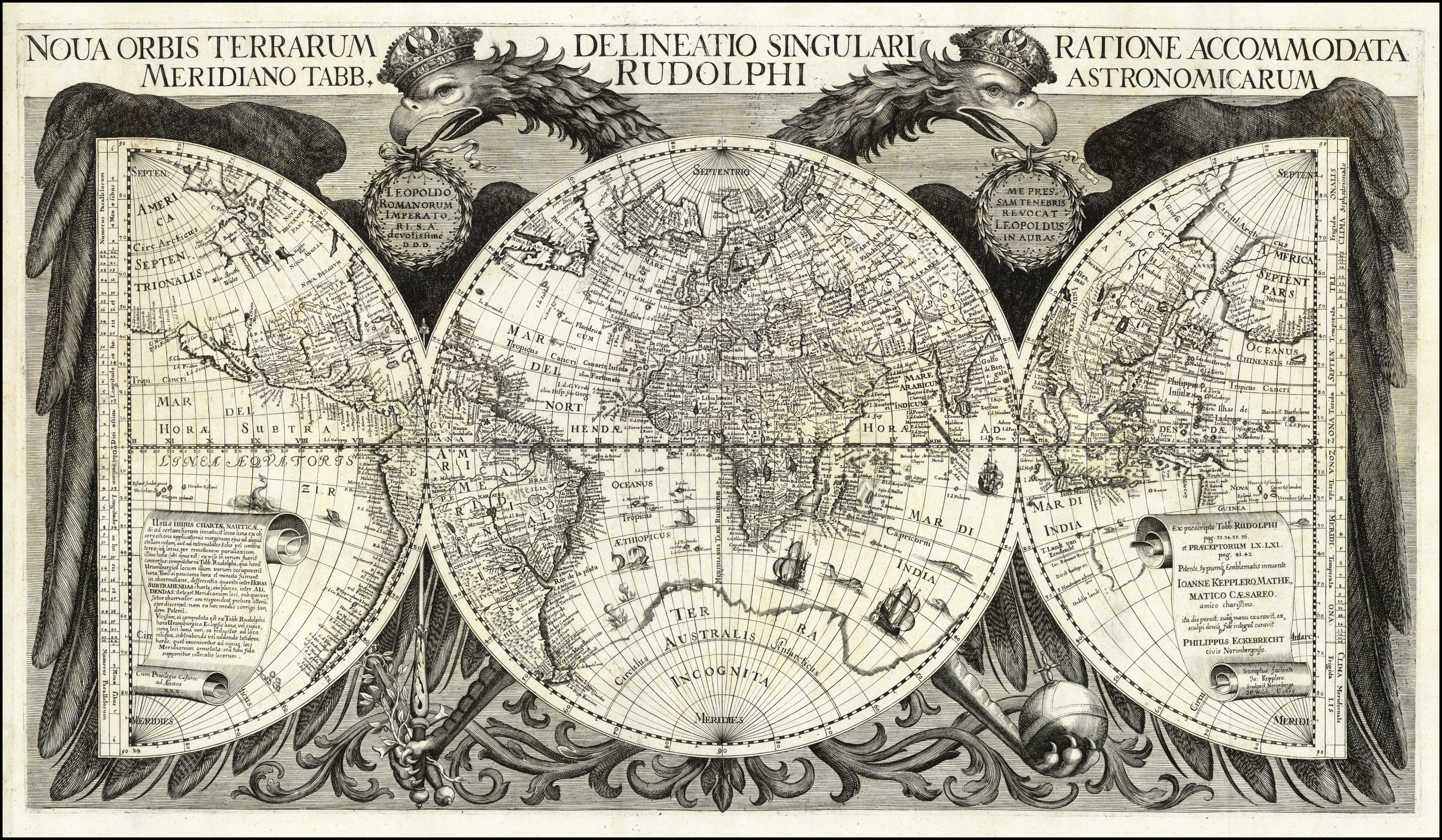
Carte du monde réalisée par Johannes Kepler et tirée des Tables rudolphines de 1627 incorporant les dernières découvertes.

Le développement du commerce maritime avec l'Asie et les Amériques modifie considérablement l'économie européenne. Les anciennes puissances navales de la Méditerranée comme la république de Venise ou la Ligue hanséatique en mer Baltique voient leur part dans le commerce stagner tandis que les ports de l'Atlantique connaissent un essor fulgurant. Les nouveaux produits comme le sucre, les épices, la soie et les porcelaines chinoises inondent le marché du luxe européen provoquant une mutation sociale.
Le cœur économique de l'Europe se déplace de la Méditerranée vers l'Atlantique. La ville d'Anvers du Duché de Brabant devient le centre du commerce international et la ville la plus riche de l'époque. Centré sur Anvers puis sur Amsterdam, le siècle d'or néerlandais repose fortement sur le système des comptoirs commerciaux. François Guichardin, un émissaire vénitien note que des centaines de navires transitent par Anvers chaque jour et que 2 000 chariots entrent dans la ville chaque semaine. Les navires portugais chargés de poivre et de cannelle déchargent leurs cargaisons dans le port et celles-ci sont distribuées dans tout le continent. L'administration est contrôlée par une oligarchie de marchands venant de toute l'Europe. La politique de tolérance en vigueur dans les Provinces-Unies attire de nombreux bourgeois juifs ou protestants persécutés dans leur pays.

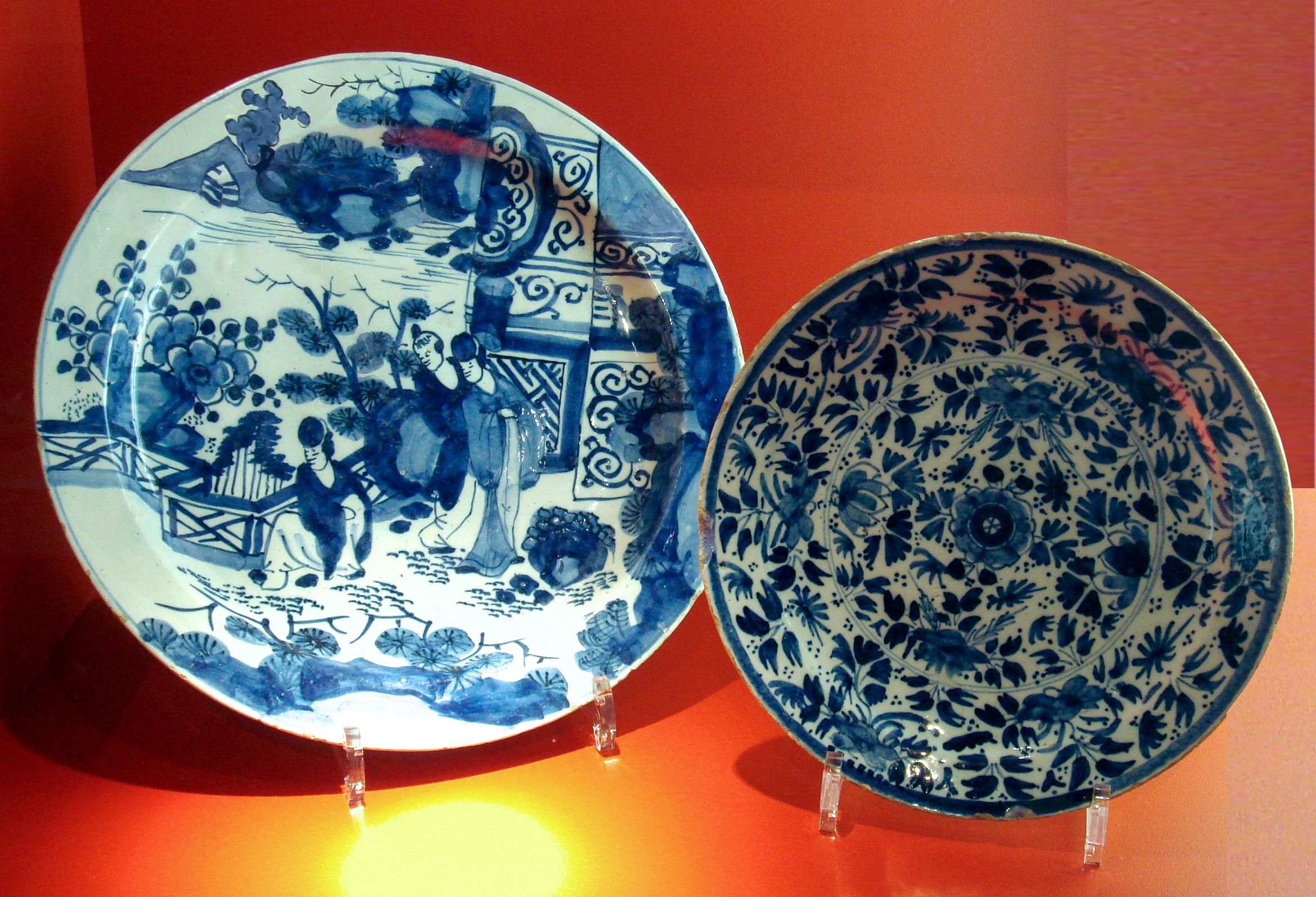
Faïence de Delft représentant des scènes chinoises. Musée Ernest-Cognacq

Les principales exportations chinoises sont la soie et la porcelaine, adaptées au goût des Européens. La porcelaine chinoise est tellement réputée qu'en Angleterre, le mot china devient un synonyme de porcelaine. Celle-ci apparaît dans de nombreux tableaux de l'âge d'or de la peinture néerlandaise. Le commerce florissant dans ce domaine pratiqué par la Compagnie néerlandaise des Indes orientales importe 6 millions de produits en porcelaine entre 1602 et 1682,. La porcelaine Medici fabriquée à Florence est la première à pouvoir égaler la porcelaine chinoise : la production européenne décolle après l'arrêt des exportations chinoises, décidé après la mort de Ming Wanli en 1620. La porcelaine bleu et blanc est rapidement imitée dans le monde entier comme à Arita au Japon, où les Portugais s'approvisionnent après la chute des exportations chinoises consécutive à l'effondrement de la dynastie Ming en 1644. Finalement, en Europe, la faïence de Delft inspirée des motifs chinois s'impose à partir du milieu du XVIIe jusqu'au XVIIIe siècle.

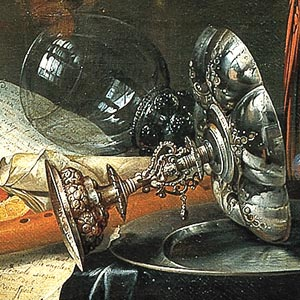
Détail montrant l'argenterie tiré d’Une table richement dressée, avec des perroquets, de Jan Davidszoon de Heem, 1650.

Antonio de Morga (1559-1636), un officiel espagnol à Manille réalise une liste exhaustive des produits échangés avec la Chine au début du XVIIe siècle. Il rapporte par exemple qu'un galion à destination des territoires espagnols du Nouveau Monde transporte à l'aller 50 000 paires de bas de soie et au retour rapporte 10 tonnes d'argent. Dans ce commerce, les marchands chinois sont actifs et beaucoup émigrent aux Philippines ou en Indonésie pour en profiter.
L'accroissement de la richesse de l'Espagne coïncide avec un cycle de forte inflation en Europe. L'Espagne rapatrie des quantités colossales d'or et d'argent. La mine de Potosí en Bolivie produit à elle seule 240 tonnes d'argent par an entre 1560 et 1580. Au cours du XVIe siècle, l'Espagne devient l'État le plus puissant d'Europe. Un voyageur français écrit en 1603 « En Espagne, tout est cher sauf l'argent ». En inondant une Europe autrefois pauvre, cet argent provoque une importante inflation aggravée par la stagnation de la population, les faibles salaires et la hausse du coût de la vie. Cet afflux n'enrichit cependant pas l'Espagne qui importe presque tous ses biens de l'étranger et devient de plus en plus dépendante des revenus fournis par son empire. Les nombreuses guerres ruinent le pays qui fait plusieurs fois défaut à la fin du XVIe siècle. La perte du contrôle sur les Pays-Bas ruine davantage le royaume qui reste à la marge de l'essor européen.
Certes, l'essor du capitalisme et l'apparition d'une classe moyenne de bourgeois joue un rôle moteur dans le développement de la colonisation des terres nouvellement découvertes grâce aux compagnies commerciales. Mais, finalement, ce sont les nations du Nord de l'Europe comme la France ou l'Angleterre qui, malgré leur retard initial, vont le plus profiter de ces extensions.

### Impact artistique en Europe
Sous le règne de Manuel Ier du Portugal se développe à la fin du XVe siècle un style artistique, nommé style manuélin, qui se traduit par une abondance de motifs décoratifs liés aux découvertes et à la marine portugaise.

## Analyses contemporaines
La période connue sous le nom d'âge de l'exploration a été réexaminée à travers des réflexions sur l'usage et l'utilisation du concept d'exploration. Son utilisation a en effet été discutée comme relevant de pratiques coloniales, avec leurs cortèges de discriminations et exploitations, tout en étant associée avec les notions de frontière et de conquête de l'Ouest et de destinée manifeste, et ce jusqu'à l'âge de l'exploration spatiale,,,.

## Conférences, documentaires et vidéos en ligne
- L’incroyable périple de Magellan, de François de Riberolles (2022), de ARTE France, Camera Lucida, Minima Films, Belgica Films, Serena Productions, 2022 [présentation en ligne].
- Sur la route de Colomb et Magellan : idées reçues sur les Grandes Découvertes, de Michel Chandeigne (Xavier de Castro) et Jean-Paul Duviols, de Cary Lucy, 1er décembre 2011 [présentation en ligne].

#### Sources historiques
- Bartolomé de las Casas, Histoires des Indes (trois volumes), Paris, Éditions du Seuil, 2002, 372 p. (ISBN 9782020525374, lire en ligne).
- (en) Bernal Díaz del Castillo (trad. John Michael Cohen), The conquest of New Spain, Penguin Classics, 1963 (1re éd. 1632), 412 p., poche (ISBN 978-0-14-044123-9, LCCN 63005608, lire en ligne)
- (en) António Galvão, The Discoveries of the World from Their First Original Unto the Year of Our Lord 1555, Kessinger Publishing, 2004 (1re éd. 1563) (ISBN 978-0-7661-9022-1, OCLC 71073968, lire en ligne)
- (en) Jan Huyghen van Linschoten, Voyage to Goa and Back, 1583–1592, with His Account of the East Indies : From Linschoten's Discourse of Voyages, in 1598, New Delhi, AES, 2004 (1re éd. 1598), 126 p. (ISBN 978-81-206-1928-9, lire en ligne)
- (en) Armando Cortesão, The Suma oriental of Tomé Pires : An account of the East, from the Red Sea to China, written in Malacca and India in 1512-1515; and, the book of Francisco Rodrigues: Pilot-Major of the armada that discovered Banda and the Moluccas, Asian Educational Services, 1990, 578 p. (ISBN 978-81-206-0535-0, LCCN 2005386953, lire en ligne)
- (en) Peter C. Mancall, Travel narratives from the age of discovery : an anthology, Oxford/New York, Oxford University Press US, 2006, 413 p., poche (ISBN 978-0-19-515597-6, LCCN 2005040643, lire en ligne)
- (en) « Real Cédula aprobando la capitulación concedida por Carlos V a Francisco Pizarro para la conquista y población del Perú », Biblioteca Virtual Miguel de Cervantes (consulté le 17 juin 2010)

#### Ouvrages en langue française
- Xavier de Castro (Michel Chandeigne) et Jean-Paul Duviols, Idées reçues sur les Grandes Découvertes : XVe – XVIe siècles (2e édition), Paris, Chandeigne, coll. « Magellane poche », 2019, 253 p. (ISBN 978-2-36732-188-2, présentation en ligne).
- Romain Bertrand, Hélène Blais, Guillaume Calafat et Isabelle Heullant-Donat (Dir.), L’exploration du Monde. Une autre histoire des Grandes Découvertes, Paris, Éditions du Seuil, coll. « L’Univers historique », 2019, 528 p. (ISBN 978-2-021-40625-2).
- Dejanirah Couto, « Les cartographes et les cartes de l’expédition de Fernand de Magellan », Anais de História de Além-Mar XX, vol. 20, no octobre,‎ 2019, p. 81-120 (lire en ligne, consulté le 9 mai 2020).
- Xavier de Castro (Michel Chandeigne), Le voyage de Magellan : la relation d’Antonio Pigafetta du premier voyage autour du monde, 2e édition, Paris, Chandeigne, coll. « Magellane poche », 2017, 349 p. (ISBN 978-236 732 1257).
- Dejanirah Couto, « Autour du Globe? La carte Hazine n°1825 de la bibliothèque du Palais de Topkapi, Istanbul », CFC, vol. 216, no juin,‎ 2013, p. 119-134 (lire en ligne, consulté le 14 avril 2020).
- Catherine Hofmann, Hélène Richard et Emmanuelle Vagnon, L'âge d'or des cartes marines. Quand l’Europe découvrait le monde, Paris, Éditions du Seuil, 2012, 256 p. (ISBN 978-2021084436).
- Xavier de Castro (dir.), Jocelyne Hamon et Luís Filipe Thomaz (préf. Carmen Bernand et Xavier de Castro (Michel Chandeigne)), Le voyage de Magellan (1519-1522). La relation d'Antonio Pigafetta et autres témoignages, Paris, Chandeigne, coll. « Magellane », 2010, 1088 p., 1 volume (ISBN 978-2915540574).
- Xavier de Castro (Michel Chandeigne) (dir.), Jocelyne Hamon et Luís Filipe Thomaz (préf. Carmen Bernand et Xavier de Castro), Le voyage de Magellan (1519-1522). La relation d'Antonio Pigafetta et autres témoignages, Paris, Chandeigne, coll. « Magellane », 2007, 1086 p., 2 volumes (ISBN 978-2915540574, BNF 41138016).
- Bartolomé de las Casas, Histoires des Indes (trois volumes), Paris, Éditions du Seuil, 2002, 372 p. (ISBN 9782020525374, lire en ligne).
- Sonia E. Howe, Sur la route des épices, Rennes, Terre de Brume, 1994, 281 p. (ISBN 978-2908021158).
- (fr) Jean Favier, Les Grandes Découvertes : d'Alexandre à Magellan [1991], Librairie Arthème Fayard/Plurier, 2010.
- (fr) Guy Martinière et Consuelo Varela (dir), L'État du monde en 1492, La Découverte, 1992, 638 p.  (ISBN 2-7071-2080-4).
- Michel Chandeigne (directeur, ouvrage collectif), Lisbonne hors les murs. 1415-1580. L'invention du monde par les navigateurs portugais, Paris, Autrement, coll. « Mémoires », 1992 (ISBN 978-2862603094).
- (fr) Bartolomé et Lucile Bennassar, 1492 Un monde nouveau ?, Perrin, 1991, 273 p.  (ISBN 2-262-00752-7).

#### Ouvrages en langue portugaise
- (pt) José Manuel Garcia (historien), Fernão de Magalhães : Herói, Traidor ou Mito : a História do Primeiro Homem a Abraçar o Mundo, Queluz de Baixo, Manuscrito, 2019, 328 p. (ISBN 9789898975256).
- (pt) José Manuel Garcia (historien), Fernão de Magalhães : nos quinhentos anos do início da grande viagem, Lisbonne, Imprensa Nacional-Casa da Moeda, 2018[148].
- (pt) José Manuel Garcia (historien), A viagem de Fernão de Magalhães e os portugueses, Lisbonne, Editorial Presença, 2007, 326 p. (ISBN 9789722337519).
- (pt) Avelino Texeira da Mota (dir.) et Luís Filipe Thomaz, A viagem de Fernão de Magalhães e a questão das Molucas, Actas do II colóquio luso-espanhol de História ultramarina, Lisbonne, Jicu-Ceca, 1975, « Maluco e Malaca », p. 27-48.

#### Ouvrages en langue espagnole
- (es) Juan Gil Fernández, El exilio portugués en Sevilla — de los Braganza a Magallanes, Séville, Fundación Cajasol, 2009, 496 p. (ISBN 978-84-8455-303-8).
- (es) Enriqueta Vila Vilar (dir.) et Juan Gil Fernández, Magallanes en Sevilla, Sevilla, Editorial Universidad de Sevilla-Secretariado de Publicaciones, 2019 (ISBN 978-8447228591, lire en ligne), « Magallanes y Sevilla », p. 37-64.
- (es) Juan Gil, Mitos y utopías del Descubrimiento, Madrid, Alianza, 1989. Trois volumes.

#### Ouvrages en langue anglaise
- (en) Janet Abu-Lughod, Before European Hegemony : the world system a.d. 1250–1350, Oxford University Press US, 1991, 1re éd., 443 p., poche (ISBN 978-0-19-506774-3, LCCN 88025580, lire en ligne)
- (en) James Maxwell Anderson, The history of Portugal, Greenwood Publishing Group, 2000, 1re éd., 222 p. (ISBN 978-0-313-31106-2, LCCN 99043637, lire en ligne)
- (en) Germán Arciniegas, Amerigo and the New World : The Life & Times of Amerigo Vespucci, Octagon Books, 1978, 322 p. (ISBN 978-0-374-90280-3, LCCN 77018795)
- (en) Felipe Fernandez Armesto, Pathfinders : A Global History of Exploration, W.W. Norton & Company, 2006, 1re éd., 428 p. (ISBN 978-0-393-06259-5, LCCN 2006047184)
- (en) David Arnold, The Age of Discovery, 1400–1600, Lancaster pamphlets, Routledge, 2002, 69 p., poche (ISBN 978-0-415-27996-3, LCCN 2002068316, lire en ligne)
- (en) Charles Ralph Boxer, The Portuguese Seaborne Empire 1415–1825, Hutchinson, 1969, 480 p., poche (ISBN 978-0-09-131071-4, lire en ligne)
- (en) Charles Ralph Boxer, The Dutch seaborne empire, 1600–1800, Taylor & Francis, 1977, 326 p. (ISBN 978-0-09-131051-6, lire en ligne)
- (en) Fernand Braudel, The Wheels of Commerce, vol. II of Civilization and Capitalism 15th–18th Century, University of California Press, 1979-1992 reissue, 1re éd., 3 p., poche (ISBN 978-0-520-08115-4, lire en ligne)
- (en) Fernand Braudel, The Perspective of the World, University of California Press, 1985–1992 reissue, 3 p. (ISBN 978-0-520-08116-1, LCCN 92010173, lire en ligne)
- (en) Timothy Brook, The Confusions of Pleasure : Commerce and Culture in Ming China, University of California Press, 1998, 1re éd., 320 p. (ISBN 978-0-520-22154-3, lire en ligne)
- (en) William E. Burns, The scientific revolution : an encyclopedia, ABC-CLIO, 2001, 386 p., relié (ISBN 978-0-87436-875-8, lire en ligne)
- (en) Paul Butel, The Atlantic, Routledge, 1999, 330 p. (ISBN 978-0-415-10690-0, LCCN 98038974, lire en ligne)
- (en) Juan Ricardo Cole, Sacred Space and Holy War : The Politics, Culture and History of Shi'Ite Islam, I.B.Tauris, 2002, 254 p., poche (ISBN 978-1-86064-736-9, LCCN 2002726669, lire en ligne)
- (en) Noble David Cook, Born to Die : Disease and New World Conquest, 1492-1650, Cambridge University Press, 1998, 248 p., poche (ISBN 978-0-521-62730-6, LCCN 97025064, lire en ligne)
- (en) Alfred W., Jr Crosby, The Columbian Exchange : Biological and Cultural Consequences of 1492;30th Anniversary Edition, Greenwood Publishing Group, 1972, 2003 reissue, 30e éd., 283 p., poche (ISBN 978-0-275-98092-4, lire en ligne)
- (en) Alan Cromer, Uncommon Sense : The Heretical Nature of Science, Oxford University Press US, 1995, 240 p., poche (ISBN 978-0-19-509636-1, LCCN 93022892, lire en ligne)
- (en) John A. Crow, The Epic of Latin America, University of California Press, 1992, 4e éd., 961 p. (ISBN 978-0-520-07723-2, OCLC 24467590, LCCN 91034446, lire en ligne)
- (de) Ronald Daus, Die Erfindung des Kolonialismus, Wuppertal/Germany, Peter Hammer Verlag, 1983, 381 p. (ISBN 978-3-87294-202-9, LCCN 84143826)
- (en) Frances Gardiner Davenport, European Treaties Bearing on the History of the United States and Its Dependencies to 1648, Washington, D.C.: Carnegie Institute of Washington, 1917 (lire en ligne)
- (en) Jensen De Lamar, Renaissance Europe : age of recovery and reconciliation, D.C. Heath, 1992, 2e éd. (ISBN 978-0-669-20007-2, LCCN 90085365)
- (en) Bailey Diffie, Foundations of the Portuguese Empire, 1415–1580, University of Minnesota Press, 1977, 2e éd., 533 p. (ISBN 978-0-8166-0782-2, LCCN 76007880, lire en ligne)
- (en) Bailey Diffie, Prelude to Empire : Portugal Overseas Before Henry the Navigator, University of Nebraska Press, 1960, 127 p. (ISBN 978-0-8032-5049-9, lire en ligne)
- Basil, E. A. P. Crownhart-Vaughan, Thomas Vaughan Dymytryshyn, Russia's conquest of Siberia, 1558–1700 : a documentary record, Western Imprints, The Press of the Oregon Historical Society, 1985, 127 p. (ISBN 978-0-8032-5049-9, lire en ligne)
- (en) R. A. Donkin, Between east and west : the Moluccas and the traffic in spices up to the arrival of Europeans, Memoirs of the American Philosophical Society, DIANE Publishing, 2003, 274 p. (ISBN 978-0-87169-248-1, LCCN 2003048160, lire en ligne)
- (en) Ross E. Dunn, The adventures of Ibn Battuta, a Muslim traveler of the fourteenth century, University of California Press, 2004, 359 p., poche (ISBN 978-0-520-24385-9, LCCN 2004005791, lire en ligne)
- Larkin Dunton, The World and Its People, Silver, Burdett, 1896
- (en) Patricia Buckley, Anne Walthall, James B. Palais Ebrey, East Asia : A Cultural, Social, and Political History, Houghton Mifflin, 2006 /2008, poche (ISBN 978-0-618-13384-0, LCCN 2006273811, lire en ligne)
- (en) Raymond H. Fisher, The Voyage of Semen Dezhnev in 1648, The Hakluyt Society, 1981 (ISBN 978-0-904180-07-7, LCCN 82102118)
- (en) John Fiske, The Discovery of America : With Some Account of Ancient America and the Spanish Conquest, Houghton Mifflin, 1892/2009 (ISBN 978-1-110-32015-8, lire en ligne)
- (en) Jack D. Forbes, Africans and Native Americans : the language of race and the evolution of Red-Black peoples, University of Illinois Press, 1993, 2e éd., 344 p. (ISBN 978-0-252-06321-3, LCCN 92029849, lire en ligne)
- (en) Jacques Gernet, Daily life in China, on the eve of the Mongol invasion, 1250–1276, Stanford University Press, 1962, 254 p. (ISBN 978-0-8047-0720-6, LCCN 73110281, lire en ligne)
- (en) Luther Carrington, Chao-ying Fang, Ming Biographical History Project Committee -Association for Asian Studies. Goodrich, Dictionary of Ming biography, 1368–1644, Columbia University Press, 1976, 1751 p. (ISBN 978-0-231-03833-1, LCCN 75026938)
- (en) Ramon A. Gutierrez (éditeur scientifique) et Richard J. Orsi (éditeur scientifique), Contested Eden : California before the Gold Rush, Berkeley, University of California Press, 31 mars 1998, 407 p., 27 cm (ISBN 0-520-21273-8, LCCN 97023057, lire en ligne)
- (en) Louwrens Hacquebord, « In Search of Het Behouden Huys: A Survey of the Remains of the House of Willem Barentsz on Novaya Zemlya », Arctic, vol. 48, no 3,‎ septembre 1995, p. 250 (lire en ligne, consulté le 8 mars 2009)
- (en) Julie Hochstrasser, Still life and trade in the Dutch golden age, New Haven, Yale University Press, 2007, 411 p. (ISBN 978-0-300-10038-9, LCCN 2004012662)
- (en) David and John Ayers Howard, China for the West : Chinese Porcelain and other Decorative Arts for Export, Illustrated from the Mottahedeh Collection, London and New York: Sotheby Parke Bernet, 1978
- (en) Donald F., Edwin J. Van Kley Lash, Asia in the Making of Europe, Volume III : A Century of Advance. Book 3: Southeast Asia, University of Chicago Press, 1998, 577 p. (ISBN 978-0-226-46768-9, LCCN 64019848, lire en ligne)
- (en) Edward W. Lawson, The Discovery of Florida and Its Discoverer Juan Ponce de Leon, Kessinger Publishing, 2007 (ISBN 978-1-4325-6124-6)
- (en) W. Bruce Lincoln, The Conquest of a Continent : Siberia and the Russians, Ithaca, Cornell University Press, 1994, 2007 reissue, 1re éd., 500 p., poche (ISBN 978-0-8014-8922-8, LCCN 2007280298, lire en ligne)
- (en) John Locke, The works of John Locke : in nine volumes, Volume 9" The history of navigation, C. and J. Rivington, 1824 (lire en ligne)
- (en) Peter C. Mancall, "The Age of Discovery" in The Challenge of American History, ed. Louis Masur, Johns Hopkins University Press, 1999, 331 p., poche (ISBN 978-0-8018-6222-9, LCCN 98055163, lire en ligne)
- (en) Medina, El Piloto Juan Fernandez descubridor de las islas que ilevan su hombre, y Juan Jufre, armador de la expedicion que hizo en busca de otras en el mar del zur, Gabriela Mistral, 1918, 1974 reissue, 1re éd., 195 p. (ISBN 978-0-313-32043-9, LCCN 2006015162)
- (en) Giles Milton, Nathaniel's Nutmeg, Londres, Sceptre, 1999, 388 p., poche (ISBN 978-0-340-69676-7)
- (en) Samuel Eliot Morison, Admiral of the Ocean Sea : The Life of Christopher Columbus, Read Books, 1942, 2007 reissue, 700 p. (ISBN 978-1-4067-5027-0, lire en ligne)
- (en) T. D. Mutch, The First Discovery of Australia, Sydney, Journal of the Royal Australian Historical Society, 1942 (lire en ligne)
- (es) Malyn D.D. Newitt, A History of Portuguese Overseas Expansion, 1400–1668, Routledge, 2005, 1re éd., 300 p., relié (ISBN 978-0-415-23979-0, LCCN 2004005783, lire en ligne)
- (en) Charles E. Nowell, The Discovery of the Pacific : A Suggested Change of Approach, Pacific Historical Review (Volume XVI, Number 1), 1947
- (en) Steven Otfinoski, Vasco Nuñez de Balboa : explorer of the Pacific, Marshall Cavendish, 2004, 79 p. (ISBN 978-0-7614-1609-8, LCCN 2003014927, lire en ligne)
- (en) Arnold Pacey, Technology in world civilization : a thousand-year history, MIT Press, 1991, 5e éd., 238 p., poche (ISBN 978-0-262-66072-3, LCCN 89012801, lire en ligne)
- (en) Lincoln P. Paine, Ships of discovery and exploration, Houghton Mifflin Harcourt,, 2000, 188 p. (ISBN 978-0-395-98415-4, OCLC 44128252, LCCN 00040802, lire en ligne)
- (en) J.H. Parry, The age of reconnaissance, University of California Press, 1981, 365 p., poche (ISBN 978-0-520-04235-3, LCCN 81051175, lire en ligne)
- (en) J.H. Parry, The Discovery of the Sea, University of California Press, 1981, 1re éd., 279 p., poche (ISBN 978-0-520-04237-7, LCCN 81051174, lire en ligne)
- (en) Boies Penrose, Travel and Discovery in the Renaissance : 1420–1620, Harvard University Press, 1955, 463 p. (ISBN 978-0-689-70153-5, OCLC 16673063)
- (en) C. Pfoundes, Notes on the History of Eastern Adventure, Exploration, and Discovery, and Foreign Intercourse with Japan, Transactions of the Royal Historical Society (Volume X), 1882
- (en) Matthew Restall, Seven Myths of the Spanish Conquest, Oxford University Press, 2004, 218 p., poche (ISBN 978-0-19-517611-7, LCCN 2002192492, lire en ligne)
- (en) A. J. R. Russell-Wood, The Portuguese empire, 1415–1808 : a world on the move, JHU Press, 1998, 289 p., poche (ISBN 978-0-8018-5955-7, LCCN 98003736, lire en ligne)
- (en) Jonathan D. Spence, The Chan's Great Continent : China in Western Minds, W.W. Norton & Co., 1999, 279 p., poche (ISBN 978-0-393-31989-7, OCLC 43643598)
- (en) Peter Spufford, Money and its Use in Medieval Europe, Cambridge, UK: Cambridge University Press, 1989, 484 p. (ISBN 978-0-521-37590-0, LCCN 86013701, lire en ligne)
- (en) Leo, R. A. Skelton Bagrow, History of cartography, Chicago, Transaction Publishers, 2009, 1964, 2e éd., 312 p. (ISBN 978-1-4128-1154-5, LCCN 2009029166, lire en ligne)
- (en) J.B. Synge, A Book of Discovery, Yesterday's Classics, c. 1912-2007 reissue, 548 p., poche (ISBN 978-1-59915-192-2, OCLC 228492778, lire en ligne)
- (en) Eileen H. Tamura, Linda K. Mention, Noren W. Lush, Francis K.C. Tsui, Warren Cohen, China : Understanding Its Past, University of Hawaii Press, 1997, 262 p. (ISBN 978-0-8248-1923-1, LCCN 97002545, lire en ligne)
- (en) James D. Tracy, Handbook of European History 1400–1600 : Late Middle Ages, Renaissance, and Reformation, Boston: Brill Academic Publishers, 1994, 1re éd., 709 p. (ISBN 978-90-04-09762-9, LCCN 94001290, lire en ligne)
- (en) Shih-Shan Henry Tsai, Perpetual Happiness : The Ming Emperor Yongle, University of Washington Press, 2002, 294 p., poche (ISBN 978-0-295-98124-6, OCLC 49044902, lire en ligne)
- (en) T. Volker, Porcelain and the Dutch East India Company : as recorded in the Dagh-registers of Batavia Castle, those of Hirado and Deshima and other contemporary papers, 1602–1682, E. J. Brill, 1971
- (en) Timothy R. Walton, The Spanish Treasure Fleets, Pineapple Press (FL), 1994, 256 p. (ISBN 1-56164-049-2, lire en ligne)
- (en) Robert S. Weddle, Spanish Sea : the Gulf Of Mexico in North American Discovery, 1500–1685, Texas A&M University Press, 1985, 1re éd., 457 p. (ISBN 978-0-89096-211-4, LCCN 84040554)
- (en) John Noble Wilford, The Mapmakers, the Story of the Great Pioneers in Cartography from Antiquity to Space Age, Vintage Books, Random House, 1982, 1re éd., 414 p. (ISBN 978-0-394-75303-4, LCCN 81052868)
- (en) Stefan Zweig, Conqueror of the Seas–The Story of Magellan, Read Books, 1938–2007 reissue, 384 p. (ISBN 978-1-4067-6006-4, lire en ligne)